# Limes orientale
Per limes orientale (in latino limes Orientalis), si intendeva il sistema di fortificazioni a difesa dell'Oriente romano che collegava Trapezus (Trapezunte) con Aelana (insediamento nella zona delle odierne Eilat e Aqaba), dalle popolazioni seminomadi di Nabatei, Arabi e Palmireni, dal regno d'Armenia e soprattutto dall'Impero dei Parti prima, e Sasanidi poi.

## Divisione interna dellimes
Tre erano i principali settori del limes romano orientale:
- il limes cappadocio e del Ponto Eusino (creato a partire dall'imperatore Tiberio nel 17 con l'annessione della provincia romana di Cappadocia), unitamente a quello armeno (spesso al centro di guerre tra Romani e Persiani per numerosi secoli);
- il limes mesopotamico, creato in modo discontinuo a partire dalle campagne partiche di Traiano degli anni 114-117;
- il cosiddetto limes arabicus, che collegava l'Eufrate al Mar Rosso dopo circa 1 000 km, a sua volta diviso in due sub-limes:
  - quello siriano, creato a partire dalla conquista della Siria di Gneo Pompeo Magno nel 65 a.C. e rinforzato soprattutto da Diocleziano con la omonima strada;
  - e quello d'Arabia/Giudea/Palestina, creato a partire dall'annessione definitiva di Giudea (nel 44) e Arabia (nel 105/106, con la successiva costruzione dell'importante Via Nova Traiana degli anni 111-114, che dopo 267 miglia congiungeva Aelana con Bostra).

## Storia dellimesorientale dell'Impero romano
Le difficoltà di difendere tale limes erano da ricercarsi soprattutto nel fatto che si trattava di un sistema di fortificazioni assai discontinue, che si trovavano in paesi dove scarse erano le risorse idriche e di approvvigionamento.

### Province/diocesi settentrionali-orientali
Qui sotto andremo ad analizzare il settore settentrionale del limes orientale, che difendeva le coste del Pontus Euxinus, il protettorato o la provincia romana d'Armenia e la provincia di Cappadocia. Sarà, pertanto, opportuno, prima di effettuare un'accurata analisi della permanenza militare nell'area (con l'elencazione delle campagne militari, delle unità militari che soggiornarono nell'area e delle relative fortificazioni), cominciare con una breve sintesi della storia/formazione delle province sopra elencate.
| EVOLUZIONE DELLE PROVINCE ORIENTALI-SETTENTRIONALI (FUTURA DIOCESI DEL PONTO) | EVOLUZIONE DELLE PROVINCE ORIENTALI-SETTENTRIONALI (FUTURA DIOCESI DEL PONTO) | EVOLUZIONE DELLE PROVINCE ORIENTALI-SETTENTRIONALI (FUTURA DIOCESI DEL PONTO) | EVOLUZIONE DELLE PROVINCE ORIENTALI-SETTENTRIONALI (FUTURA DIOCESI DEL PONTO) | EVOLUZIONE DELLE PROVINCE ORIENTALI-SETTENTRIONALI (FUTURA DIOCESI DEL PONTO) | EVOLUZIONE DELLE PROVINCE ORIENTALI-SETTENTRIONALI (FUTURA DIOCESI DEL PONTO) | EVOLUZIONE DELLE PROVINCE ORIENTALI-SETTENTRIONALI (FUTURA DIOCESI DEL PONTO) | EVOLUZIONE DELLE PROVINCE ORIENTALI-SETTENTRIONALI (FUTURA DIOCESI DEL PONTO) | EVOLUZIONE DELLE PROVINCE ORIENTALI-SETTENTRIONALI (FUTURA DIOCESI DEL PONTO) | EVOLUZIONE DELLE PROVINCE ORIENTALI-SETTENTRIONALI (FUTURA DIOCESI DEL PONTO) | EVOLUZIONE DELLE PROVINCE ORIENTALI-SETTENTRIONALI (FUTURA DIOCESI DEL PONTO) | EVOLUZIONE DELLE PROVINCE ORIENTALI-SETTENTRIONALI (FUTURA DIOCESI DEL PONTO) |
| ----------------------------------------------------------------------------- | ----------------------------------------------------------------------------- | ----------------------------------------------------------------------------- | ----------------------------------------------------------------------------- | ----------------------------------------------------------------------------- | ----------------------------------------------------------------------------- | ----------------------------------------------------------------------------- | ----------------------------------------------------------------------------- | ----------------------------------------------------------------------------- | ----------------------------------------------------------------------------- | ----------------------------------------------------------------------------- | ----------------------------------------------------------------------------- |
| prima della conquista romana                                                  | regno di Bitinia                                                              | regno del Ponto                                                               | regno del Ponto                                                               | regno di Galazia                                                              | regno di Galazia                                                              | regno di Cappadocia                                                           | regno di Cappadocia                                                           | regno di Cappadocia                                                           | regno di Cappadocia                                                           | regno di Cappadocia                                                           | regno di Armenia                                                              |
| dal 74 a.C.                                                                   | prov. di Bitinia                                                              | regno del Ponto                                                               | regno del Ponto                                                               | regno di Galazia                                                              | regno di Galazia                                                              | regno di Cappadocia                                                           | regno di Cappadocia                                                           | regno di Cappadocia                                                           | regno di Cappadocia                                                           | regno di Cappadocia                                                           | regno di Armenia                                                              |
| dal 63 a.C.                                                                   | prov. di Bitinia e Ponto                                                      | prov. di Bitinia e Ponto                                                      | prov. di Bitinia e Ponto                                                      | regno di Galazia                                                              | regno di Galazia                                                              | regno di Cappadocia                                                           | regno di Cappadocia                                                           | regno di Cappadocia                                                           | regno di Cappadocia                                                           | regno di Cappadocia                                                           | regno di Armenia                                                              |
| dal 36 a.C.                                                                   | Bitinia e Ponto                                                               | Bitinia e Ponto                                                               | Bitinia e Ponto                                                               | regno di Galazia (protettorato romano)                                        | regno di Galazia (protettorato romano)                                        | regno di Cappadocia (protettorato romano)                                     | regno di Cappadocia (protettorato romano)                                     | regno di Cappadocia (protettorato romano)                                     | regno di Cappadocia (protettorato romano)                                     | regno di Cappadocia (protettorato romano)                                     | regno di Armenia (protettorato romano)                                        |
| dal 25 a.C.                                                                   | Bitinia e Ponto                                                               | Bitinia e Ponto                                                               | Bitinia e Ponto                                                               | prov. di Galazia                                                              | prov. di Galazia                                                              | regno di Cappadocia (protettorato romano)                                     | regno di Cappadocia (protettorato romano)                                     | regno di Cappadocia (protettorato romano)                                     | regno di Cappadocia (protettorato romano)                                     | regno di Cappadocia (protettorato romano)                                     | regno di Armenia (protettorato romano)                                        |
| dal 17 d.C.                                                                   | Bitinia e Ponto                                                               | Bitinia e Ponto                                                               | Bitinia e Ponto                                                               | Galazia                                                                       | Galazia                                                                       | prov. di Cappadocia                                                           | prov. di Cappadocia                                                           | prov. di Cappadocia                                                           | prov. di Cappadocia                                                           | prov. di Cappadocia                                                           | regno di Armenia (protettorato romano)                                        |
| dal 74                                                                        | Bitinia e Ponto                                                               | Bitinia e Ponto                                                               | Bitinia e Ponto                                                               | Cappadocia (Galazia inglobata)                                                | Cappadocia (Galazia inglobata)                                                | Cappadocia (Galazia inglobata)                                                | Cappadocia (Galazia inglobata)                                                | Cappadocia (Galazia inglobata)                                                | Cappadocia (Galazia inglobata)                                                | Cappadocia (Galazia inglobata)                                                | regno di Armenia (protettorato romano)                                        |
| dal 114                                                                       | Bitinia e Ponto                                                               | Bitinia e Ponto                                                               | Bitinia e Ponto                                                               | Galazia                                                                       | Galazia                                                                       | Cappadocia                                                                    | Cappadocia                                                                    | Cappadocia                                                                    | Cappadocia                                                                    | Cappadocia                                                                    | prov. di Armenia                                                              |
| dal 117                                                                       | Bitinia e Ponto                                                               | Bitinia e Ponto                                                               | Bitinia e Ponto                                                               | Galazia                                                                       | Galazia                                                                       | Cappadocia                                                                    | Cappadocia                                                                    | Cappadocia                                                                    | Cappadocia                                                                    | Cappadocia                                                                    | regno di Armenia (protettorato romano)                                        |
| dal 163                                                                       | Bitinia e Ponto                                                               | Bitinia e Ponto                                                               | Bitinia e Ponto                                                               | Galazia                                                                       | Galazia                                                                       | Cappadocia                                                                    | Cappadocia                                                                    | Cappadocia                                                                    | Cappadocia                                                                    | Cappadocia                                                                    | prov. di Armenia (?)                                                          |
| dal 180/192 (?)                                                               | Bitinia e Ponto                                                               | Bitinia e Ponto                                                               | Bitinia e Ponto                                                               | Galazia                                                                       | Galazia                                                                       | Cappadocia                                                                    | Cappadocia                                                                    | Cappadocia                                                                    | Cappadocia                                                                    | Cappadocia                                                                    | regno di Armenia (protettorato romano)                                        |
| al momento della divisione tetrarchica 293                                    | Bitinia                                                                       | Paflagonia                                                                    | Paflagonia                                                                    | Galazia                                                                       | Galazia                                                                       | Pontus Polemoniacus (dalla Cappadocia)                                        | Cappadocia I                                                                  | Cappadocia II                                                                 | Armenia I (dalla Cappadocia)                                                  | Armenia II (dalla Cappadocia)                                                 | regno di Armenia (protettorato romano)                                        |
| al tempo della Not.Dign. 400                                                  | Bitinia                                                                       | Paflagonia                                                                    | Elenoponto                                                                    | Galatia I                                                                     | Galatia II                                                                    | Pontus Polemoniacus (dalla Cappadocia)                                        | Cappadocia I                                                                  | Cappadocia II                                                                 | Armenia I                                                                     | Armenia II                                                                    | regno di Armenia (protettorato sasanide)                                      |

#### Epoca tardo-repubblicana (133-111 a.C.)

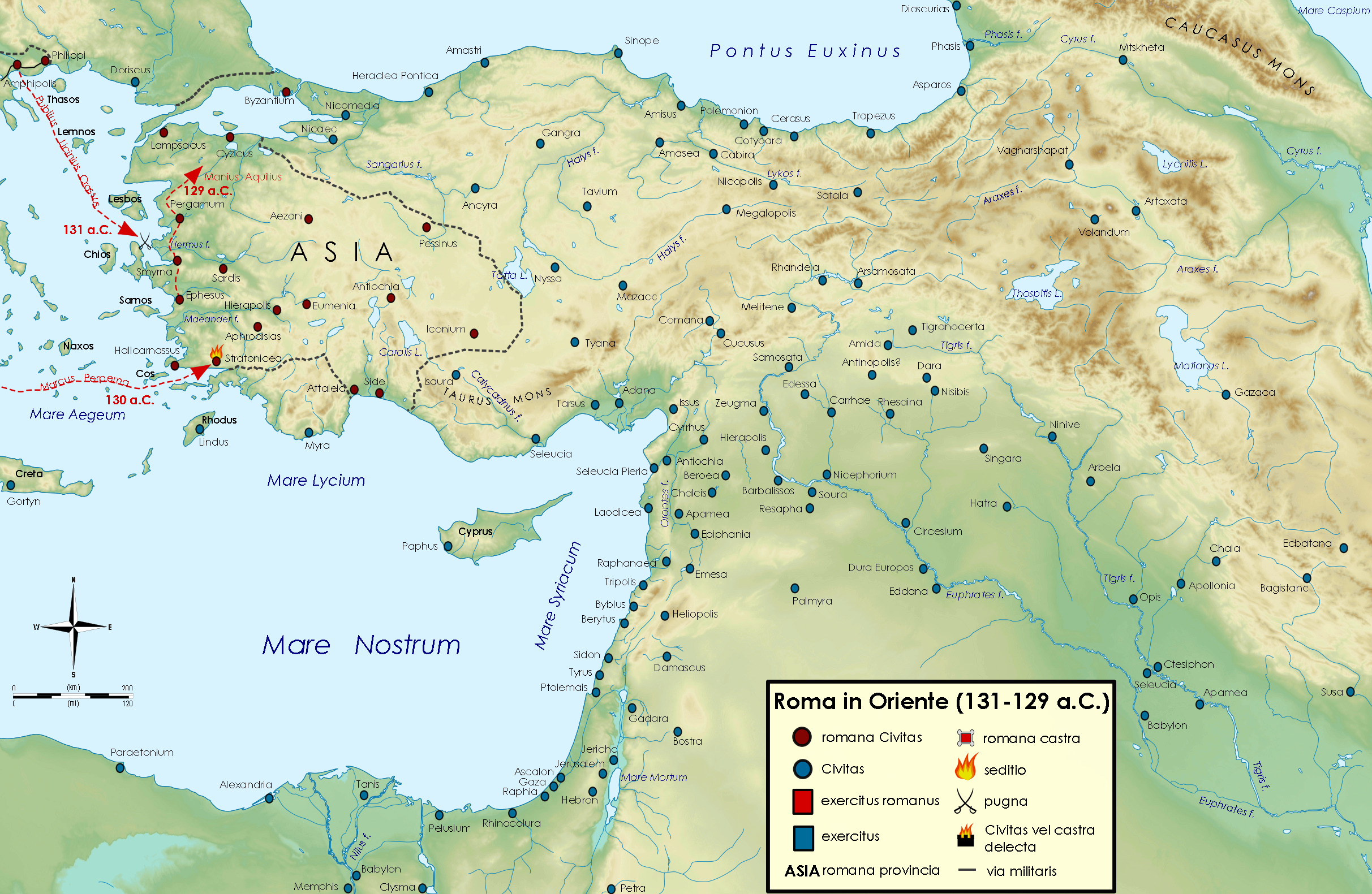
La prima provincia romana d'Asia, lasciata in eredità alla repubblica romana da Attalo III nel 133 a.C., creò non pochi problemi alle armate romane, costrette ad intervenire.

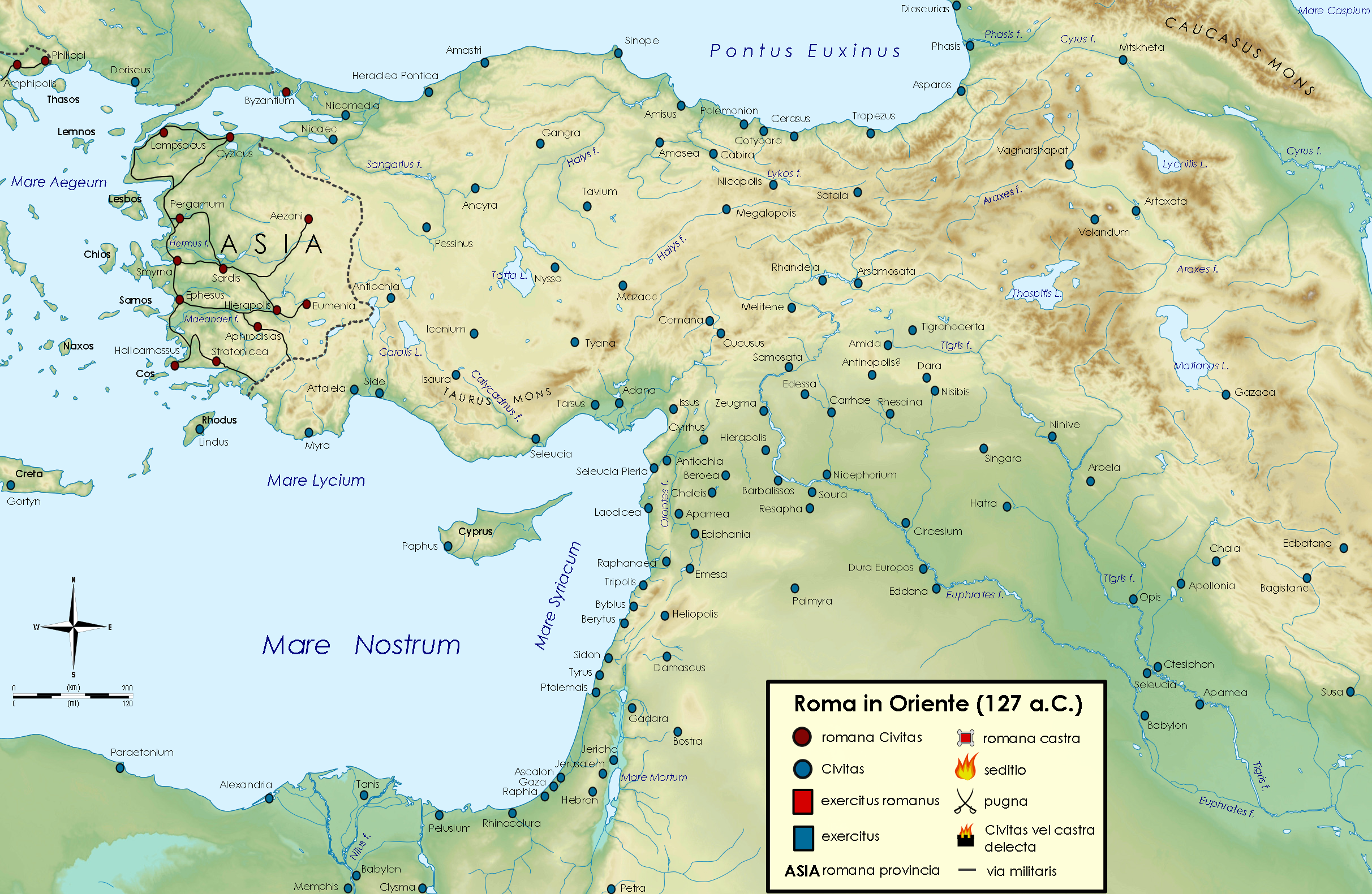
La provincia romana d'Asia nel 127 a.C., al termine del proconsolato di Manio Aquilio, che ne ridusse i territori ad Oriente, iniziando la costruzione di una rete stradale che si irraggiava da Efeso.

Il primo intervento in Asia Minore da parte dei Romani era accaduto nel corso della guerra contro Antioco III degli anni 192-188 a.C. Oltre cinquant'anni più tardi veniva creata la prima provincia asiatica (Asia, tra il 132 ed il 129 a.C.), in seguito alla morte di Attalo III di Pergamo (avvenuta nel 133 a.C.), il quale aveva lasciato in eredità allo stato romano il suo regno, ampliato con i territori ceduti dai Seleucidi dopo la pace di Apamea (188 a.C.).
Il senato romano fu costretto ad inviare il console Manio Aquilio per sedare una rivolta nell'ex-regno di Attalo III, e trasformare i suoi territori nella prima provincia romana dell'area asiatica (129 a.C.). Sbarcato in Caria si diresse in Mysia dove riuscì ad espugnare alcune fortezze ribelli, grazie anche all'aiuto di alcune città greche. La successiva riorganizzazione vide:
- il mantenimento di parte dei territori dell'antico regno (Misia, Lidia, Frigia, Chersoneso Tracico e parte della Caria),
- il lasciare invece la Lycaonia e la Cilicia Trachea al regno di Cappadocia, e la Frigia maggiore a Mitridate III del Ponto;
- la costruzione di rete stradale che si irradiava da Efeso in direzione di Pergamo, Sardi, ecc..[2][3]

Roma non ratificò mai la cessione dei territori, disposta da Manio Aquilio, tanto da generare una guerra tra i due regni "clienti" di Bitinia (Nicomede II) e del Ponto (Mitridate V Evergete) per la disputa della Frigia maggiore. In seguito, dopo la morte di Mitridate V, avvenuta nel 121-120 a.C., il senato dichiarò la regione indipendente (nel 116 a.C.), mentre la Cilicia Trachea (ovvero la parte occidentale della regione), rimase priva di governo.

#### Espansionismo del regno del Ponto (111-90 a.C.)

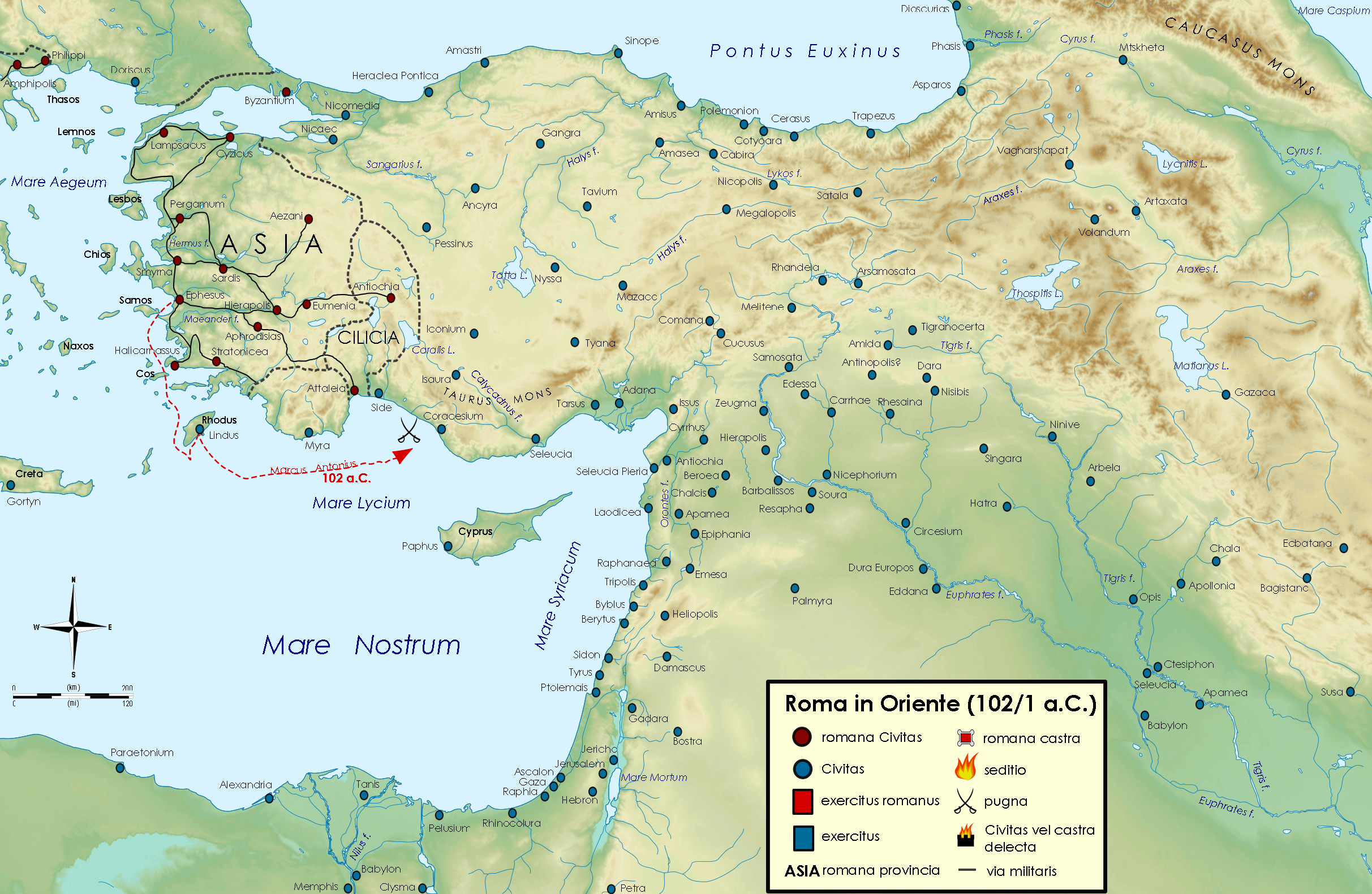
La seconda provincia romana asiatica, di Cilicia, conquistata da Marco Antonio Oratore nel corso delle campagne militari del 102 a.C.

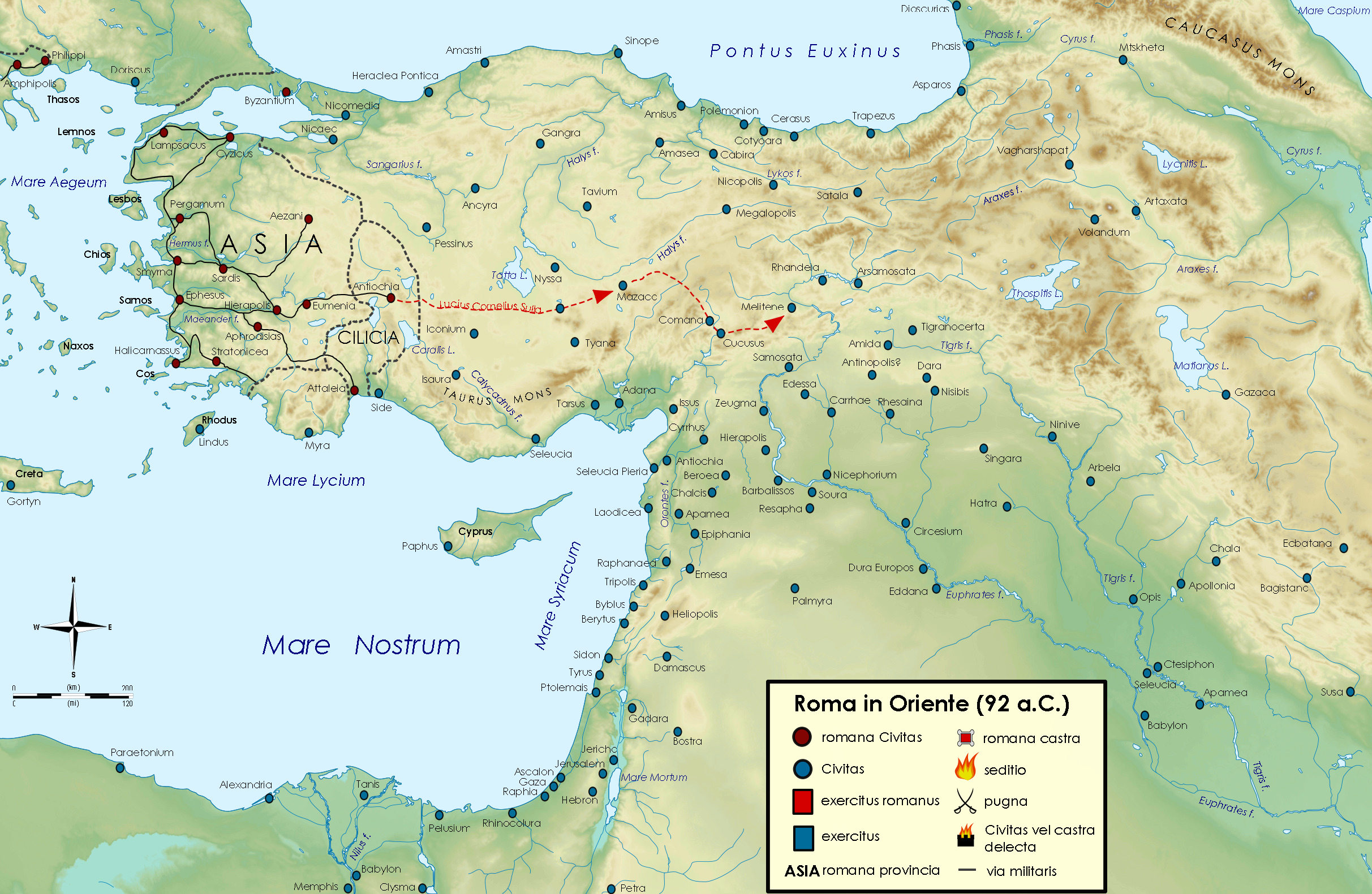
La missione di Lucio Cornelio Silla, procuratore della Cilicia, nel 92 a.C., quando incontrò un satrapo dei Parti presso Melitene (futura fortezza legionaria).

Pochi anni più tardi (nel 111 a.C.), salì al trono del regno del Ponto, Mitridate VI, figlio dello scomparso omonimo V. Il nuovo sovrano mise subito in atto (fin dal 110 a.C.) una politica espansionistica nell'area del Mar Nero, conquistando tutte le regioni da Sinope alle foci del Danubio, compresa la Colchide, il Chersoneso Taurico e la Cimmeria (attuale Crimea), e poi sottomettendo le vicine popolazioni scitiche e dei sarmati Roxolani. Il giovane re volse, quindi, il suo interesse verso la penisola anatolica, dove la potenza romana era, però, in costante crescita. Sapeva che uno scoontro con quest'ultima sarebbe risultato mortale per una delle due parti.
Alleatosi nel 104 a.C. con il re di Bitinia Nicomede III, partecipò alla spartizione della Paflagonia (regione che si trovava tra i due regni), ma pochi anni più tardi, le crescenti mire espansionistiche portarono a scontrarsi con il nuovo alleato per il controllo del regno di Cappadocia (100 a.C. ca.). Mitridate, seppure fosse riuscito a sconfiggere Nicomede in alcune decisive battaglie, costrinse il sovrano della Bitinia a richiedere l'intervento dell'"alleato" romano, in almeno tre circostanze: 
1. la prima volta nel 98 a.C., sotto l'alta guida del vincitore dei Cimbri e dei Teutoni, Gaio Mario;[6]
2. la seconda volta nel 96 a.C., quando una missione del princeps del Senato, Marco Emilio Scauro nel 96 a.C., intimò al sovrano pontico di togliere l'assedio a Nicomedia, evacuare la Paflagonia e la Cappadocia, lasciando che quest'ultima regione potesse scegliersi un re senza l'interferenza di Mitridate;[6][7][8]
3. la terza (nel 92 a.C.), quando ad intervenire fu il pretore della Cilicia, Lucio Cornelio Silla, con il compito sia di porre sul trono di Cappadocia il nuovo sovrano Ariobarzane I (che era stato nuovamente cacciato),[9] sia di contenere l'espansionismo di Mitridate VI e del suo alleato Tigrane II d'Armenia (quest'ultimo sconfitto e costretto a ritirarsi ad est dell'Eufrate), venendo in contatto per la prima volta, con un satrapo del re dei Parti (sembra presso Melitene?).[6][10][11] Ecco come racconta l'episodio Plutarco:

(Plutarco, Vita di Silla, 5.)
Ciò portò inevitabilmente alla successiva guerra tra Roma e il Ponto che durò dall'88 al 63 a.C., e che vide Mitridate soccombere di fronte alla crescente potenza romana nell'area orientale, giunta ormai fino all'Eufrate.
E mentre accadevano questi fatti tra Mitridate VI e Nicomede III, nel 102 a.C. veniva inviato in Cilicia il pretore Marco Antonio a debellare i pirati della Cilicia (che facevano del mercato degli schiavi una fonte di profitti ragguardevole), i quali, capitanati da un certo Tryphon, avevano posto la loro base principale a Coracesium. Essi erano la conseguenza del declino nell'area delle potenze navali di Rodii, Seleucidi e Tolomei. Al termine delle campagne vittoriose condotte contro di loro (grazie anche all'aiuto dei marinai Rodii e di Side di Pamfilia), veniva costituita una nuova provincia (nel 101-100 a.C.), che comprendeva i territori di Licaonia, Pisidia, Panfilia, Frigia sud-orientale e parte della Cilicia Trachea, con esclusione delle sue coste, infestate dai pirati.

#### Guerre mitridatiche (90-63 a.C.)

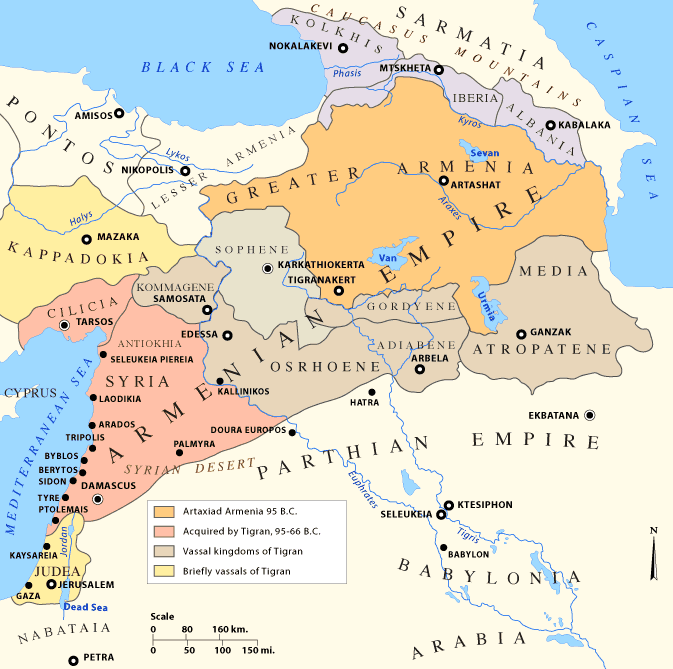
Il Regno di Armenia ed i vicini stati "vassalli", nella sua massima espansione sotto la dinastia Artasside dopo le conquiste di Tigrane il Grande (dal 95 a.C. al 66 a.C.).

Nel 111 a.C., salì al trono del regno del Ponto, Mitridate VI, figlio dello scomparso omonimo V. Il nuovo sovrano mise subito in atto (fin dal 110 a.C.) una politica espansionistica nell'area del Mar Nero, conquistando tutte le regioni da Sinope alle foci del Danubio, compresa la Colchide, il Chersoneso Taurico e la Cimmeria (attuale Crimea), e poi sottomettendo le vicine popolazioni scitiche e dei sarmati Roxolani. Il giovane re volse, quindi, il suo interesse verso la penisola anatolica, dove la potenza romana era, però, in costante crescita. Sapeva che uno scontro con quest'ultima sarebbe risultato mortale per una delle due parti.
La prima guerra mitridatica iniziò verso la fine dell'89 a.C.. Le ostilità si erano aperte con due vittorie del sovrano del Ponto sulle forze alleate dei Romani, prima del re di Bitinia, Nicomede IV e poi dello stesso inviato romano Manio Aquilio, a capo di una delegazione in Asia Minore. L'anno successivo Mitridate decise di continuare nel suo progetto di occupazione dell'intera penisola anatolica, ripartendo dalla Frigia. La sua avanzata proseguì, passando dalla Frigia alla Misia, e toccando quelle parti di Asia che erano state recentemente acquisite dai Romani. Poi mandò i suoi ufficiali per le province adiacenti, sottomettendo la Licia, la Panfilia, ed il resto della Ionia.
Non molto tempo dopo Mitridate riuscì a catturare il massimo esponente romano in Asia, il consolare Manio Aquilio e lo uccise barbaramente. Sembra che a questo punto, la maggior parte delle città della Asia si arresero al conquistatore pontico, accogliendolo come un liberatore dalle popolazioni locali, stanche del malgoverno romano, identificato da molti nella ristretta cerchia dei pubblicani. Rodi, invece, rimase fedele a Roma.
Non appena queste notizie giunsero a Roma, il Senato dichiarò contro il re del Ponto, seppure nell'Urbe vi fossero gravi dissensi tra le due principali fazioni interne alla Res publica (degli Optimates e dei Populares) ed una guerra sociale non fosse stata del tutto condotta a termine. Si procedette, quindi, a decretare a quale dei due consoli, sarebbe spettato il governo della provincia d'Asia, e questa toccò in sorte a Lucio Cornelio Silla.
Mitridate, frattanto, preso possesso della maggior parte dell'Asia Minore, dispose che tutti coloro, liberi o meno, che parlavano una lingua italica, fossero barbaramente trucidati, non solo quindi i pochi soldati romani rimasti a presidio delle guarnigioni locali. 80 000 tra cittadini romani e non, furono massacrati nelle due ex-province romane d'Asia e Cilicia (episodio noto come Vespri asiatici). La situazione precipitò ulteriormente, quando a seguito delle ribellioni nella provincia asiatica, insorse anche l'Acaia contro Roma. Il re del Ponto appariva ai loro occhi come un liberatore della grecità, quasi fosse un nuovo Alessandro Magno.

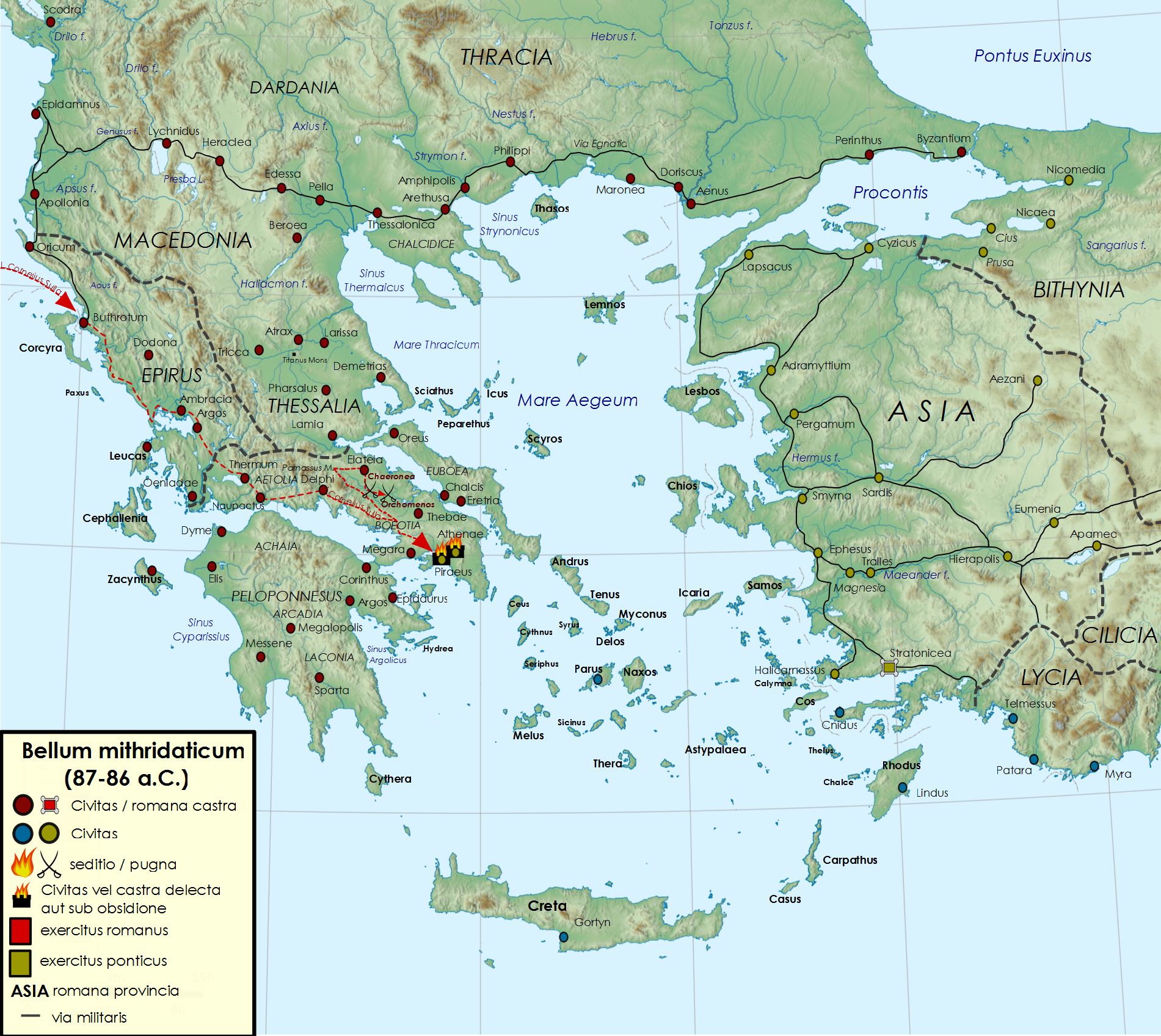
Gli anni cruciali (87-86 a.C.) della prima guerra mitridatica.

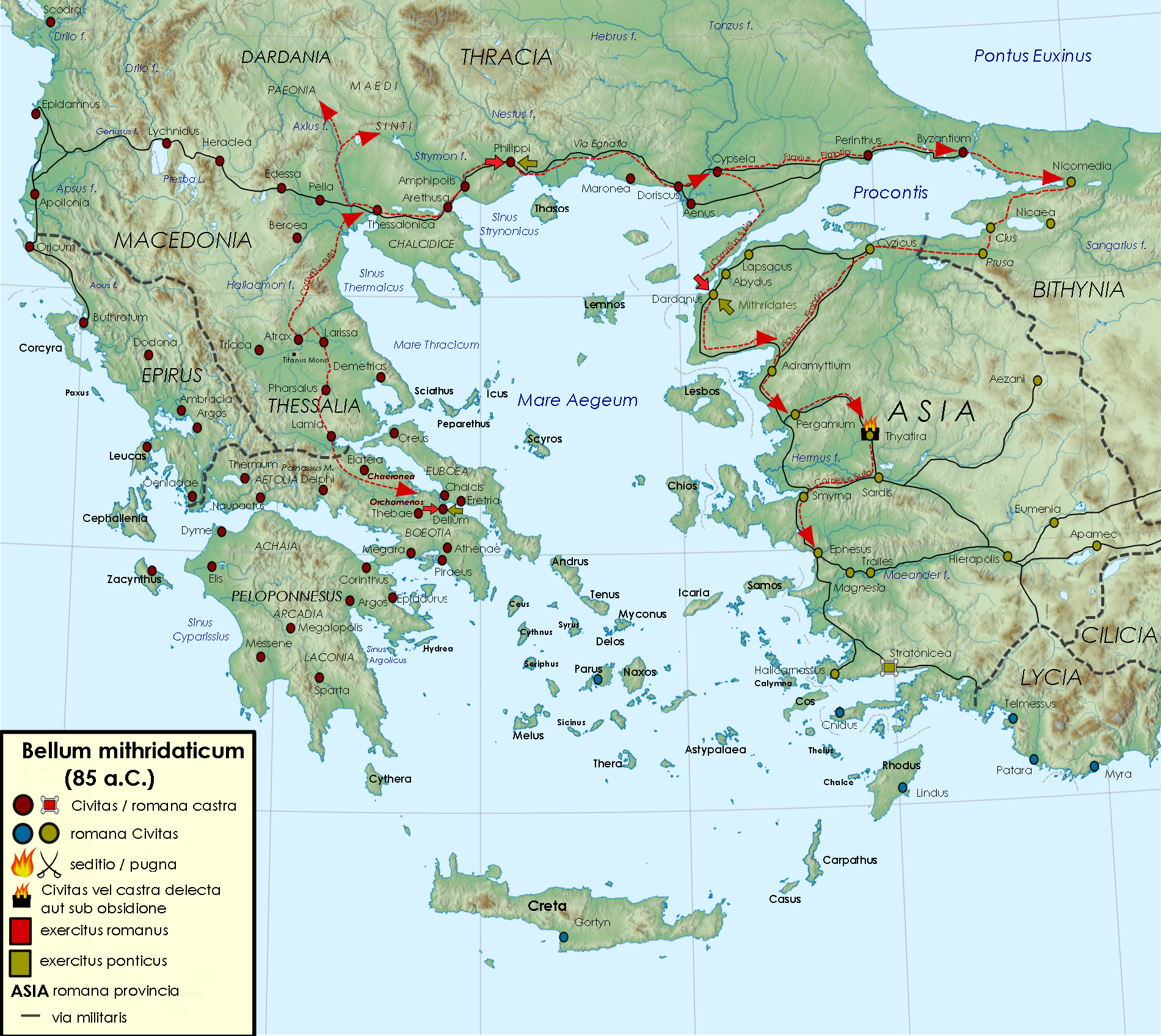
Il quinto anno di guerra (85 a.C.) della prima guerra mitridatica. In evidenza: gli incontri tra Silla e Archelao, prima a Delio e poi a Filippi; tra Silla e Mitridate a Dardano; lo scontro tra Silla e Flavio Fimbria presso Tiatira.

Con l'arrivo di Lucio Cornelio Silla in Grecia nell'87 a.C. le sorti della guerra contro Mitridate erano quindi cambiate a favore dei Romani. Espugnata prima Atene ed il Pireo, il comandante romano ottenne due successi determinanti ai fini della guerra, prima a Cheronea, dove secondo Tito Livio caddero ben 100 000 armati del regno del Ponto, ed infine ad Orcomeno.
Contemporaneamente, agli inizi dell'85 a.C., il prefetto della cavalleria, Flavio Fimbria, a capo di un secondo esercito romano, si diresse anch'egli contro le armate di Mitridate, in Asia, uscendone più volte vincitore, riuscendo a conquistare la nuova capitale di Mitridate, Pergamo, e poco mancò che non riuscisse a far prigioniero lo stesso re. Intanto Silla avanzava dalla Macedonia, massacrando i Traci che sulla sua strada gli si erano opposti.
Dopo una serie di trattative iniziali, Mitridate e Silla si incontrarono a Dardano, dove si accordarono per un trattato di pace, che costringeva Mitridate a ritirarsi da tutti i domini antecedenti la guerra, ma ottenendo in cambio di essere ancora una volta considerato "amico del popolo romano". Un espediente per Silla, per poter tornare nella capitale a risolvere i suoi problemi personali, interni alla Repubblica romana.
Nel 74 a.C. divenne provincia romana la Bitinia (Bythinia), quando Nicomede IV lasciò anch'egli in eredità allo stato romano, il proprio regno. Pochi anni più tardi (nel 63 a.C.), al termine della terza guerra mitridatica, la sconfitta del regno del Ponto portò alla creazione di una nuova nuova provincia (Bythinia et Pontus che univa i territori dei due regni ora sotto il dominio romano), grazie alle campagne militari condotte nell'area, da Lucio Licinio Lucullo (dal 74 al 67 a.C.).
E mentre Lucullo era ancora impegnato con Mitridate e Tigrane II, Gneo Pompeo Magno riusciva nel 67 a.C. a ripulire l'intero bacino del Mediterraneo dai pirati, strappando loro l'isola di Creta, le coste della Licia, della Panfilia e della Cilicia, dimostrando straordinaria disciplina ed abilità organizzativa. La Cilicia vera e propria (Trachea e Pedias), che era stata covo di pirati per oltre quarant'anni, fu così definitivamente sottomessa. In seguito a questi eventi la città di Tarso divenne la capitale dell'intera provincia romana. Furono poi fondate ben 39 nuove città. La rapidità della campagna indicò che Pompeo aveva avuto talento, come generale, anche in mare, con forti capacità logistiche.
Fu allora incaricato Pompeo di condurre una nuova guerra contro Mitridate VI re del Ponto, in Oriente (nel 66 a.C.), grazie alla lex Manilia, proposta dal tribuno della plebe Gaio Manilio, ed appoggiata politicamente da Cesare e Cicerone. Questo comando gli affidava essenzialmente, la conquista e la riorganizzazione dell'intero Mediterraneo orientale, avendo il potere di proclamare quali fossero i popoli clienti e quali quelli nemici, con un potere illimitato mai prima d'ora conferito a nessuno, ed attribuendogli a tutte le forze militari al di là dei confini dell'Italia romana.
Seguirono altri anni di guerra nell'area (dal 66 al 63 a.C.), al termine dei quali Pompeo, tornato quindi nella nuova nuova provincia di Siria, dopo aver sottomesso anche i Giudei, si apprestò a riorganizzare l'intero Oriente romano, gestendo al meglio le alleanze che vi gravitavano attorno (si veda Regno cliente).
Nella nuova riorganizzazione, fu trovato un accordo tra la Repubblica ed il regno dei Parti, secondo il quale, il fiume Eufrate avrebbe costituito, d'ora in poi, il confine tra i due stati; lasciò a Tigrane II l'Armenia; a Farnace il Bosforo; ad Ariobarzane la Cappadocia ed alcuni territori limitrofi; ad Antioco di Commagene aggiunse Seleucia e parti della Mesopotamia che aveva conquistato; a Deiotaro, tetrarca della Galazia, aggiunse i territori dell'Armenia Minore, confinanti con la Cappadocia; fece di Attalo il principe di Paflagonia e di Aristarco quello della Colchide; nominò Archelao sacerdote della dea venerata a Comana; ed infine fece di Castore di Phanagoria, un fedele alleato e amico del popolo romano.
Il proconsole romano decise, inoltre, di fondare alcune nuove città (sembra otto, secondo Cassio Dione Cocceiano), come Nicopoli al Lico in Armenia Minore, chiamata così in ricordo della vittoria ottenuta su Mitridate; poi Eupatoria, costruita dal re pontico ed intitolata a se stesso, ma poi distrutta perché aveva ospitato i Romani, che Pompeo ricostruì e rinominò Magnopolis. In Cappadocia ricostruì Mazaca, che era stata completamente distrutta dalla guerra. Restaurò poi molte altre città in molte regioni, che erano state distrutte o danneggiate, nel Ponto, in Palestina, Siria Coele ed in Cilicia, dove aveva combattuto la maggior parte dei pirati, e dove la città, in precedenza chiamata Soli, fu ribattezzata Pompeiopolis.

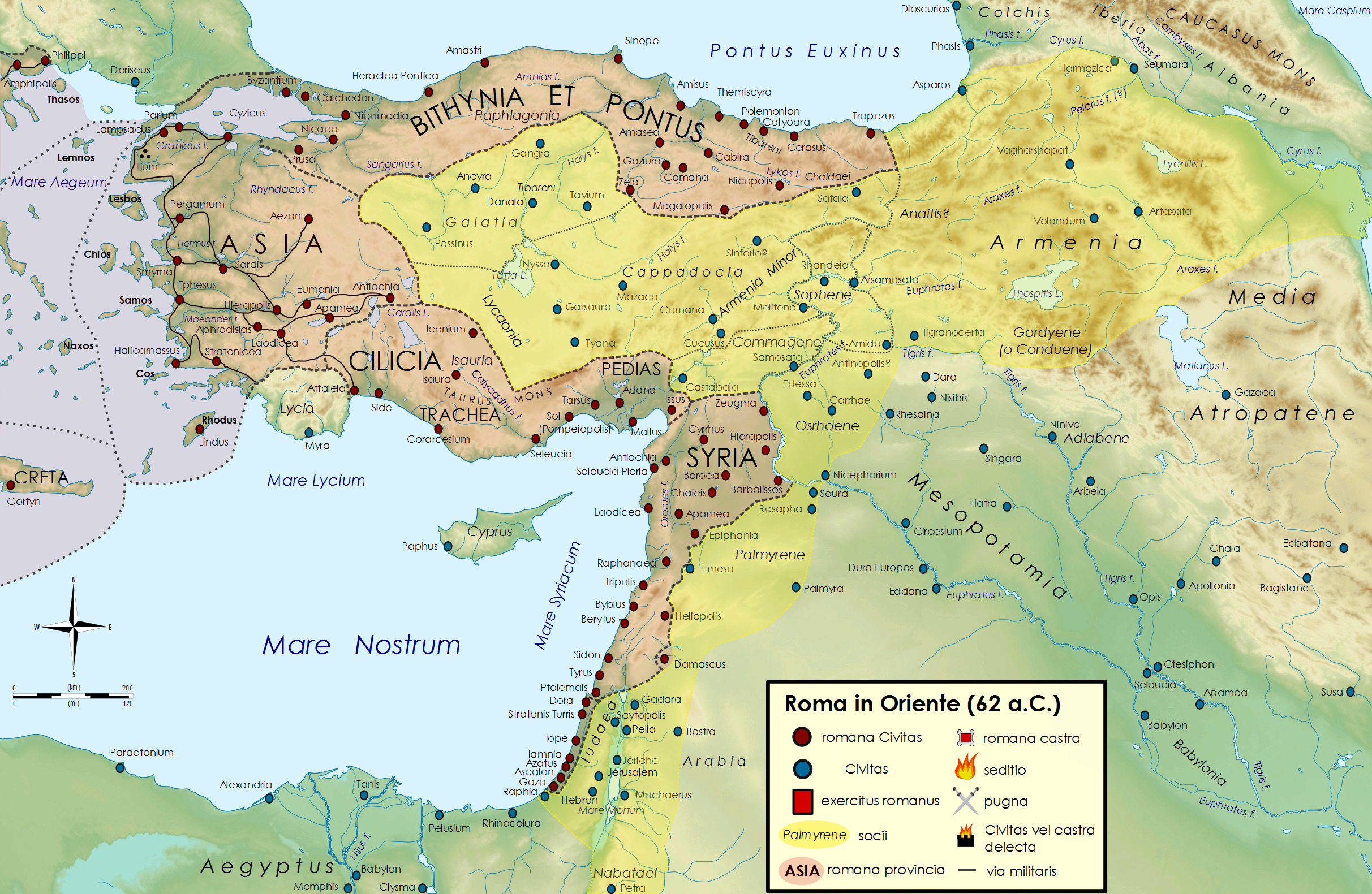
I domini romani orientali (in rosa) ed i regni clienti (giallo) alleati a Roma, al termine della terza guerra mitridatica (nel 62 a.C.).

Per questi successi il Senato gli decretò il meritato trionfo il 29 settembre del 61 a.C. e fu acclamato da tutta l'assemblea con il nome di Magnus.
Pompeo non solo era riuscito a sconfiggere Mitridate (nella Terza guerra mitridatica del 63 a.C.), ma anche a battere Tigrane il Grande, re di Armenia, con cui in seguito fissò dei trattati. Pompeo impose una riorganizzazione generale ai re delle nuove province orientali, tenendo intelligentemente conto dei fattori geografici e politici connessi alla creazione di una nuova frontiera di Roma in oriente. Le ultime campagne militari avevano così ridotto il Ponto, la Cilicia campestre, la Siria (Fenicia, Coele e Palestina) a nuove province romane, mentre Gerusalemme era stata conquistata. La provincia d'Asia era stata a sue volta ampliata, sembra aggiungendo Frigia, parte della Misia adiacente alla Frigia, in aggiunta Lidia, Caria e Ionia. Il Ponto fu quindi aggregato alla Bitinia, venendo così a formare un'unica provincia di Ponto e Bitinia. A ciò si aggiungeva un nuovo sistema di regni clienti, tra cui il Regno d'Armenia di Tigrane II, il Regno del Bosforo di Farnace, il Regno di Cappadocia, la Commagene, il Regno di Galazia, la Paflagonia, la Colchide.

#### Dalla crisi partica ad Azio (53-31 a.C.)
Un decennio più tardi, però, in seguito alla sconfitta subita dal console romano, Marco Licinio Crasso, a Carre nel 53 a.C., il regno d'Armenia fu teatro della contesa tra Roma e l'Impero Partico. Questi ultimi, infatti, costrinsero il regno d'Armenia alla sottomissione dal 47 a.C. al 37 a.C. E seppure le successive campagne in Partia si rivelarono fallimentari (con 30 000 armati lasciati sul campo), il regno d'Armenia tornò ad essere "cliente" di Roma a partire dal 34/33 a.C. Tanto che lo stesso Antonio sembra abbia lasciato a presidio del regno un forte contingente militare romano. Egli infatti, in un sussulto di orgoglio, decise di regolare prima i conti con il re d'Armenia, Artavaside II, reo di averlo abbandonato nel corso della campagna del 36 a.C. Marciò, quindi, rapidamente sulla capitale armena, Artaxata, tanto che il suo arrivo sorprese lo stesso re che per evitare il peggio si consegnò ad Antonio, insieme ai tesori depositati presso la fortezza reale. Il re fu messo in catene provocando l'ira del figlio Artaxias II, il quale gli rivolse contro un esercito ma fu sconfitto, e si rifugiò presso i Parti. Antonio aveva raggiunto il primo dei suoi obiettivi: punire Artavaside ed affermare in Armenia l'autorità di Roma. Quanto al re dei Medi che da poco si era scontrato con i re dei Parti, a causa della ripartizione del bottino romano dopo la spedizione del 36 a.C., Antonio si accontentò di stringere con lo stesso un trattato di alleanza (con il fidanzamento del figlio Alessandro con la figlia del re dei Medi, Iotape), in vista di una possibile nuova invasione della Partia da nord, discendendo il fiume Tigri dai monti della Media.

#### Da Augusto ai Flavi (30 a.C. - 96 d.C.)
Il punto cruciale in Oriente era costituito dal regno d'Armenia che, a causa della sua posizione geografica, era da un cinquantennio oggetto di contesa fra Roma e la Partia. Augusto mirò a fare dell'Armenia uno stato cuscinetto-"cliente" di Roma, con l'insediamento di un re gradito a Roma, e se necessario imposto con la forza delle armi.
Ad occidente dell'Eufrate, Augusto provò a riorganizzare l'Oriente romano, sia inglobando alcuni stati vassalli e trasformandoli in province romane, come la Galazia di Aminta nel 25 a.C., sia rafforzando vecchie alleanze con re locali, divenuti "re clienti di Roma", come accadde ad Archelao, re di Cappadocia, ad Asandro re del Bosforo Cimmerio e a Polemone I re del Ponto, oltre ai sovrani di Iberia, Colchide e Albania. È possibile che a protezione di questo settore di confine, sia stata posta una legione: la Legio VI Ferrata, ad Ancyra (l'odierna Ankara) in Galazia.
A turbare la situazione orientale intervennero le morti del re della Cappadocia Archelao, che era venuto a Roma a rendere omaggio al nuovo princeps, Tiberio, di Antioco III, re di Commagene, e di Filopatore, re di Cilicia: i tre stati, che erano vassalli di Roma, si trovavano così in una situazione di instabilità politica da non sottovalutare. La difficile situazione orientale rese così necessario un nuovo intervento romano, e Tiberio nel 18 inviò il figlio adottivo, Germanico, a cui fu concesso l'imperium proconsolaris maius su tutte le province orientali. Giunto in Oriente, Germanico, con il consenso dei Parti, incoronò ad Artaxata un nuovo sovrano d'Armenia al giovane Zenone, figlio del sovrano del Ponto Polemone I e soprattutto filoromano. Stabilì, inoltre, che la Cappadocia fosse istituita come provincia a sé stante, e che la Cilicia entrasse invece a far parte della provincia di Siria. Germanico aveva così brillantemente risolto tutti i problemi che avrebbero potuto far temere l'accendersi di nuove situazioni di conflitto nella regione orientale. In seguito all'annessione della provincia di Cappadocia sotto Tiberio (nel 17/18), furono posti lungo il fiume Eufrate alcuni forti militari a presidio del settore settentrionale del limes settentrionale orientale. E qui come in altre località potrebbe essere sorto un primo sito di milizie ausiliarie.

Impero romano, Armenia, Osroene e impero dei Parti attorno al 50.

La sistemazione dell'Oriente approntata da Germanico garantì la pace fino al 34: in quell'anno il re Artabano II di Partia, convinto che Tiberio, ormai vecchio, non avrebbe opposto resistenza da Capri, pose il figlio Arsace sul trono di Armenia dopo la morte di Artaxias. Tiberio, allora, decise di inviare Tiridate, discendente della dinastia arsacide a contendere il trono partico ad Artabano, e sostenne l'insediamento di Mitridate, fratello del re di Iberia, sul trono di Armenia. Mitridate riuscì ad impossessarsi del trono di Armenia. Artabano, temendo un nuovo massiccio intervento da parte dei Romani, rifiutò di inviare altre truppe contro Mitridate, e abbandonò le proprie pretese sul regno di Armenia.
Morto Tiberio nel 37, i Parti costrinsero ancora una volta l'Armenia a sottomettersi, anche se sembra che i Romani nel 47 ottennero nuovamente il controllo del regno, a cui offrirono lo status di cliente. La situazione era in continuo divenire. Nerone, preoccupato dal fatto che il re della Partia, Vologese I, avesse posto sul trono del regno d'Armenia il proprio fratello Tiridate, decise di inviare un suo valente generale, Gneo Domizio Corbulone, a capo delle operazioni orientali. Quest'ultimo, una volta riorganizzato l'esercito, penetrò nel 58 in Armenia e giunto fino alla capitale Artaxata riuscì ad impadronirsene dopo aver battuto lo stesso Tiridate. L'anno successivo fu la volta di Tigranocerta. Al termine delle operazioni, nel 60, pose Tigrane V sul trono di Armenia.
Scoppiata una nuova crisi nel 62, Corbulone fu costretto ad intervenire nuovamente. Egli infatti raggiunse un accordo definitivo con il "re dei re" nel 63, restaurando il prestigio di Roma, e concludendo con Tiridate I di Armenia (sostituitosi a Tigrane V) un accordo che riconosceva nell'Armenia un protettorato romano, che rimase pressoché invariato fino al principato di Traiano.
Una volta terminata la guerra civile e volgendo ormai verso la conclusione la prima guerra giudaica, la legio XII Fulminata e la XVI Flavia Firma furono destinate alla provincia di Cappadocia dal 72/73, la prima con destinazione Melitene, la seconda fu posizionata a Satala, a protezione del confine dell'Eufrate.
Entrambe le legioni (XII Fulminata e XVI Flavia) rimasero a presidio di questo tratto di limes fino alla fine del IV secolo come è testimoniato dalla Notitia Dignitatum (databile al 387 circa).

#### Da Traiano agli Antonini (114-166)
Nel 113, Traiano decise di procedere all'invasione del regno dei Parti. Il motivo era la necessità di ripristinare sul trono d'Armenia un re che non fosse un fantoccio nelle mani del re parto. E così l'Armenia fu invasa dall'esercito comandato dallo stesso imperatore Traiano nel 114, il quale ne conquistò la sua capitale Artaxata. Deposto il suo re, un certo Partamasiri, annesse i suoi territori all'Impero romano, facendone per la prima volta, una nuova provincia. Le sue armate proseguirono da settentrione fino in Media ad est, ed in Mesopotamia settentrionale. L'Armenia fu, quindi, ordinata in provincia romana dall'imperatore e rimase tale fino alla sua morte (117), quando fu abbandonata dal successore Adriano. Quest'ultimo adottò una politica di rafforzamento dei vecchi confini ad occidente dell'Eufrate, mentre le conquiste ad oriente del grande fiume furono abbandonate. Negli anni che seguirono, attorno al 141-143, l'imperatore Antonino Pio, padre adottivo dei futuri imperatori Marco Aurelio e Lucio Vero, pose sul trono d'Armenia un nuovo re filo-romano, Soemo.
Il nuovo sovrano partico Vologase IV, divenuto re nel 148, poiché nel 161 il trono del trono d'Armenia era divenuto vacante ed era stato reclamato da un certo Soemo, un principe di Emesa (che era pure senatore romano), reagì inviando in Armenia la propria cavalleria al comando del generale Osroe (Osrow), il quale inflisse una dura sconfitta ai Romani. Soemo fu deposto e dovette fuggire, mentre l'Armenia, in mano partica, ebbe un nuovo sovrano, di nome Pacoro.
Il governatore della Cappadocia, Severiano, si mosse allora con l'esercito in Armenia, ma fu sconfitto ad Elegeia poco ad est dell'Eufrate. Le campagne militari che seguirono, condotte dal fratello di Marco Aurelio, Lucio Vero, portarono però all'annessione del regno all'impero romano insieme alla Mesopotamia settentrionale (162-166).

#### Dai Severi a Sapore I (230-252)

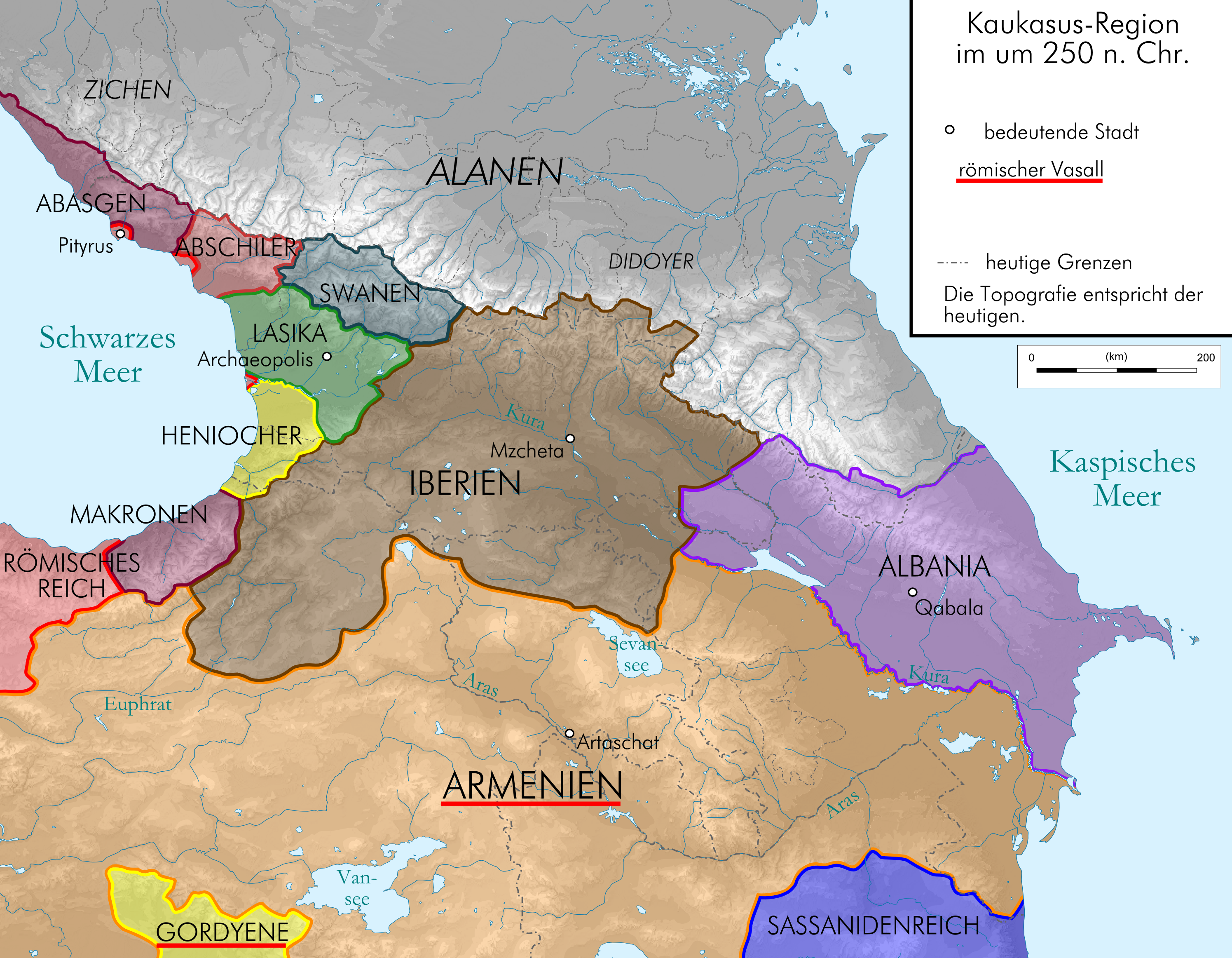
Il regno d'Armenia rimase sotto l'influenza romana fino al 252, quando il suo sovrano Cosroe II morì lasciando che le armate sasanide potessero impadronirsi del trono.

Nel 230, nonostante una soluzione diplomatica offerta dall'imperatore romano Alessandro Severo, i Persiani penetrarono in Mesopotamia cercando, senza riuscirvi, di conquistare Nisibi e mettendo in atto diverse incursioni in Siria e Cappadocia. La reazione romana, grazie al supporto del regno d'Armenia, permise loro di invadere con un'armata la Media (oggi Hamadan, Iran) nel 232, puntando dritti alla capitale Ctesifonte, già diverse volte catturata al tempo dei Parti. Ardashir I riuscì a respingere l'assalto a prezzo di numerose perdite, il che lo convinse a mettere da parte temporaneamente le sue mire espansionistiche fino alla costa mediterranea, ed a concentrarsi nel consolidamento del suo potere ad oriente.
Nel 244, dopo la sconfitta romana subita a Mesiche, non lontano da Ctesifonte, il nuovo imperatore Filippo l'Arabo, per ottenere la pace da Sapore, e portare il proprio esercito fuori dal territorio nemico, dovette pagare 500 000 monete d'oro, ma sembra che il regno d'Armenia rimase ancora nella sfera di influenza romana, almeno fino alla morte del suo re, Cosroe II di Armenia (252 ca.).

#### Riconquista romana (298-334)
I Romani riuscirono a riconquistare il regno d'Armenia al termine di alcuni anni di guerra (296-298) ai tempi di Diocleziano (augusto) e Galerio (cesare). La Mesopotamia tornò, anch'essa, sotto il controllo romano, mentre l'Armenia fu riconosciuta protettorato romano insieme all'Iberia, mentre a Nisibi furono accentrate le vie carovaniere dei commerci con l'estremo Oriente (Cina e India). Questa situazione rimase pressoché stabile per quasi un quarantennio. Sotto il re cristiano Tiridate III di Armenia, la maggior parte del regno si era convertita al cristianesimo. Ma nel 334 il re armeno fu fatto prigioniero e condotto in Persia, costringendo gli Armeni ad invocare l'aiuto di Costantino I. Quest'ultimo scrisse al grande re Sapore II, il quale al termine di una lunga trattativa, decise di annettere l'Armenia e mise sotto minaccia la vicina provincia romana di Mesopotamia. Costantino fu così costretto a prepararsi per la grande guerra contro la Persia, a partire dalla fine del 336. Giovanni Lido non nasconde che il desiderio di Costantino era anche quello di eguagliare imperatori come Traiano e Settimio Severo nella conquista della Persia.

#### Dopo la disfatta di Giuliano (363-384)

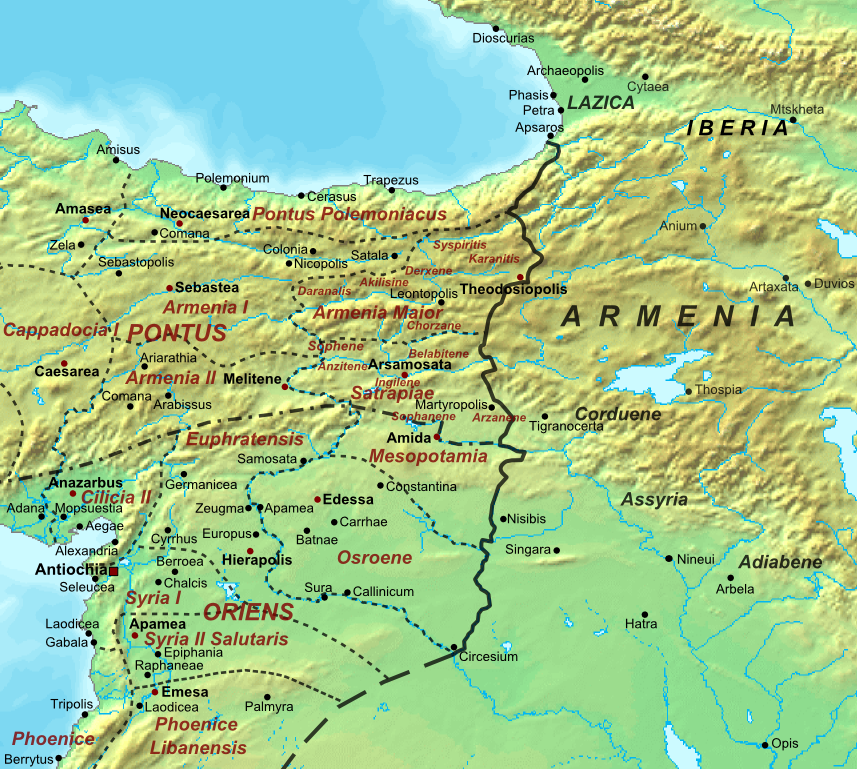
La frontiera Romano–Persiana dopo la spartizione dell'Armenia nel 384. La frontiera rimase stabile per tutto il V secolo.

Dopo la campagna sasanide di Giuliano del 363, il nuovo imperatore, Gioviano, fu costretto a firmare con Sapore II un trattato che garantì ai Sasanidi forti guadagni territoriali, ed il ritorno alle basi orientali dell'armata romana senza ulteriori rischi di essere distrutta. Poco dopo lo stesso Sapore rivolse la propria attenzione al regno d'Armenia, riuscendo a catturare il suo re, Arsace II, fedele alleato dei Romani, costringendolo poi al suicidio. Tentò anche di introdurre lo Zoroastrismo nel paese. La nobiltà armena si oppose all'invasione e prese contatto con i Romani, che inviarono il re Pap, figlio di Arsace III. Sull'orlo di una nuova guerra, l'imperatore Valente decise di sacrificare Pap, facendolo assassinare a Tarso, dove si era rifugiato, dal generale Traiano (374).
Nel 384 il regno d'Armenia venne alla fine separato in due regioni, quella occidentale sotto l'Impero romano d'Oriente, e quella orientale, affidata ai Sasanidi. La regione occidentale divenne una provincia dell'Impero Romano con il nome di Armenia Minor, mentre la parte orientale rimase un regno all'interno della Persia fino al 428 quando i Sasanidi deposero il sovrano legittimo instaurando una loro dinastia.

### Province/diocesi centrali-orientali (ad est Eufrate)
Qui sotto andremo ad analizzare il settore centrale del limes orientale, che difendeva i territori dell'alta Mesopotamia, tra i due corsi d'acqua principali: Eufrate e Tigri. Sarà, anche qui, opportuno evidenziare una breve sintesi della storia/formazione delle province sopra elencate.
| EVOLUZIONE DELLE PROVINCE ORIENTALI-CENTRALI (FUTURA DIOCESI ORIENTIS) | EVOLUZIONE DELLE PROVINCE ORIENTALI-CENTRALI (FUTURA DIOCESI ORIENTIS) | EVOLUZIONE DELLE PROVINCE ORIENTALI-CENTRALI (FUTURA DIOCESI ORIENTIS) | EVOLUZIONE DELLE PROVINCE ORIENTALI-CENTRALI (FUTURA DIOCESI ORIENTIS) | EVOLUZIONE DELLE PROVINCE ORIENTALI-CENTRALI (FUTURA DIOCESI ORIENTIS) | EVOLUZIONE DELLE PROVINCE ORIENTALI-CENTRALI (FUTURA DIOCESI ORIENTIS) | EVOLUZIONE DELLE PROVINCE ORIENTALI-CENTRALI (FUTURA DIOCESI ORIENTIS) | EVOLUZIONE DELLE PROVINCE ORIENTALI-CENTRALI (FUTURA DIOCESI ORIENTIS) | EVOLUZIONE DELLE PROVINCE ORIENTALI-CENTRALI (FUTURA DIOCESI ORIENTIS) | EVOLUZIONE DELLE PROVINCE ORIENTALI-CENTRALI (FUTURA DIOCESI ORIENTIS) | EVOLUZIONE DELLE PROVINCE ORIENTALI-CENTRALI (FUTURA DIOCESI ORIENTIS) |
| ---------------------------------------------------------------------- | ---------------------------------------------------------------------- | ---------------------------------------------------------------------- | ---------------------------------------------------------------------- | ---------------------------------------------------------------------- | ---------------------------------------------------------------------- | ---------------------------------------------------------------------- | ---------------------------------------------------------------------- | ---------------------------------------------------------------------- | ---------------------------------------------------------------------- | ---------------------------------------------------------------------- |
| prima della conquista romana                                           | regno di Sofene                                                        | Osroene (cap.Edessa)                                                   | Osroene (cap.Edessa)                                                   | Mesopotamia (Parti)                                                    | Mesopotamia (Parti)                                                    | Mesopotamia (Parti)                                                    | Hatra                                                                  | Adiabene (Parti)                                                       | Adiabene (Parti)                                                       | Atropatene (vassal.Armenia)                                            |
| dal 114/115 d.C.                                                       | prov. di Mesopotamia                                                   | prov. di Mesopotamia                                                   | prov. di Mesopotamia                                                   | prov. di Mesopotamia                                                   | prov. di Mesopotamia                                                   | prov. di Mesopotamia                                                   | Hatra (città indipendente)                                             | prov. di Assiria                                                       | prov. di Assiria                                                       | Atropatene (vassal.Parti)                                              |
| dal 117                                                                | regno di Sofene ("cliente" di Roma)                                    | Osroene ("cliente" di Roma)                                            | Osroene ("cliente" di Roma)                                            | Mesopotamia (Parti)                                                    | Mesopotamia (Parti)                                                    | Mesopotamia (Parti)                                                    | Hatra (città indipendente)                                             | Adiabene (Parti)                                                       | Adiabene (Parti)                                                       | Atropatene (Parti)                                                     |
| dal 163/164                                                            | prov. di Mesopotamia                                                   | prov. di Mesopotamia                                                   | prov. di Mesopotamia                                                   | prov. di Mesopotamia                                                   | prov. di Mesopotamia                                                   | prov. di Mesopotamia                                                   | Hatra (città indipendente)                                             | Adiabene ("cliente" di Roma)                                           | Adiabene ("cliente" di Roma)                                           | Atropatene ("cliente" di Roma)                                         |
| dal 166                                                                | prov. di Mesopotamia (?)                                               | prov. di Mesopotamia (?)                                               | prov. di Mesopotamia (?)                                               | prov. di Mesopotamia (?)                                               | prov. di Mesopotamia (?)                                               | prov. di Mesopotamia (?)                                               | Hatra ("cliente" di Roma?)                                             | Adiabene (Parti)                                                       | Adiabene (Parti)                                                       | Atropatene (Parti)                                                     |
| dal 194                                                                | prov. di Osroene                                                       | prov. di Osroene                                                       | prov. di Osroene                                                       | Mesopotamia (Parti)                                                    | Mesopotamia (Parti)                                                    | Mesopotamia (Parti)                                                    | Hatra (città indipendente)                                             | Adiabene (Parti)                                                       | Adiabene (Parti)                                                       | Atropatene (Parti)                                                     |
| dal 198                                                                | prov. di Mesopotamia e Osroene                                         | prov. di Mesopotamia e Osroene                                         | prov. di Mesopotamia e Osroene                                         | prov. di Mesopotamia e Osroene                                         | prov. di Mesopotamia e Osroene                                         | prov. di Mesopotamia e Osroene                                         | Hatra (città indipendente)                                             | Adiabene (Parti)                                                       | Adiabene (Parti)                                                       | Atropatene (Parti)                                                     |
| dal 217                                                                | Mesopotamia e Osroene                                                  | Mesopotamia e Osroene                                                  | Mesopotamia e Osroene                                                  | Mesopotamia e Osroene                                                  | Mesopotamia e Osroene                                                  | Mesopotamia e Osroene                                                  | Hatra ("cliente" di Roma?)                                             | Adiabene (Parti)                                                       | Adiabene (Parti)                                                       | Atropatene (Parti)                                                     |
| dal 240                                                                | Mesopotamia e Osroene                                                  | Mesopotamia e Osroene                                                  | Mesopotamia e Osroene                                                  | Mesopotamia e Osroene                                                  | Mesopotamia e Osroene                                                  | Mesopotamia e Osroene                                                  | Hatra (città distrutta da Sasanidi)                                    | Adiabene (Sasanidi)                                                    | Adiabene (Sasanidi)                                                    | Atropatene (Sasanidi)                                                  |
| al momento della divisione tetrarchica 293                             | Osroene                                                                | Osroene                                                                | Osroene                                                                | Mesopotamia                                                            | Mesopotamia                                                            | Mesopotamia                                                            | Adiabene (Sasanidi)                                                    | Adiabene (Sasanidi)                                                    | Adiabene (Sasanidi)                                                    | Atropatene (Sasanidi)                                                  |

#### Offensive romane oltre l'Eufrate: Da Traiano a Caracalla (114-217)
Le terre al di là dell'Eufrate furono conquistate per la prima volta da Traiano nel 115 durante le campagne contro i Parti. I territori di Mesopotamia ed Osroene furono, però, abbandonati pochi anni più tardi dal suo successore, Adriano, nel 117.
La Mesopotamia settentrionale tornò di nuovo sotto il controllo romano in seguito alle campagne partiche di Lucio Vero del 163-166, almeno fino al regno di Commodo. A testimonianza dell'occupazione romana in Osroene, oltre l'Eufrate, un'iscrizione ad Edessa di quest'anno, ed una successiva a Dura Europos dell'epoca di Commodo (nel 183) riguardante la presenza della cohors II Ulpiae equitatae Commodianae.
La Mesopotamia, perduta quindi attorno al 193, fu riconquistata da Settimio Severo nel 197-198 e posta sotto l'autorità del neocostituito praefectus Mesopotamiae. Nella provincia furono dislocate due legioni appena formate: la I Parthica e la III Parthica. Le sedi delle legioni erano Singara e probabilmente Nisibi, con vexillationes a Dura Europos.

#### Difesa romana dellimesdella Mesopotamia settentrionale (231-260)

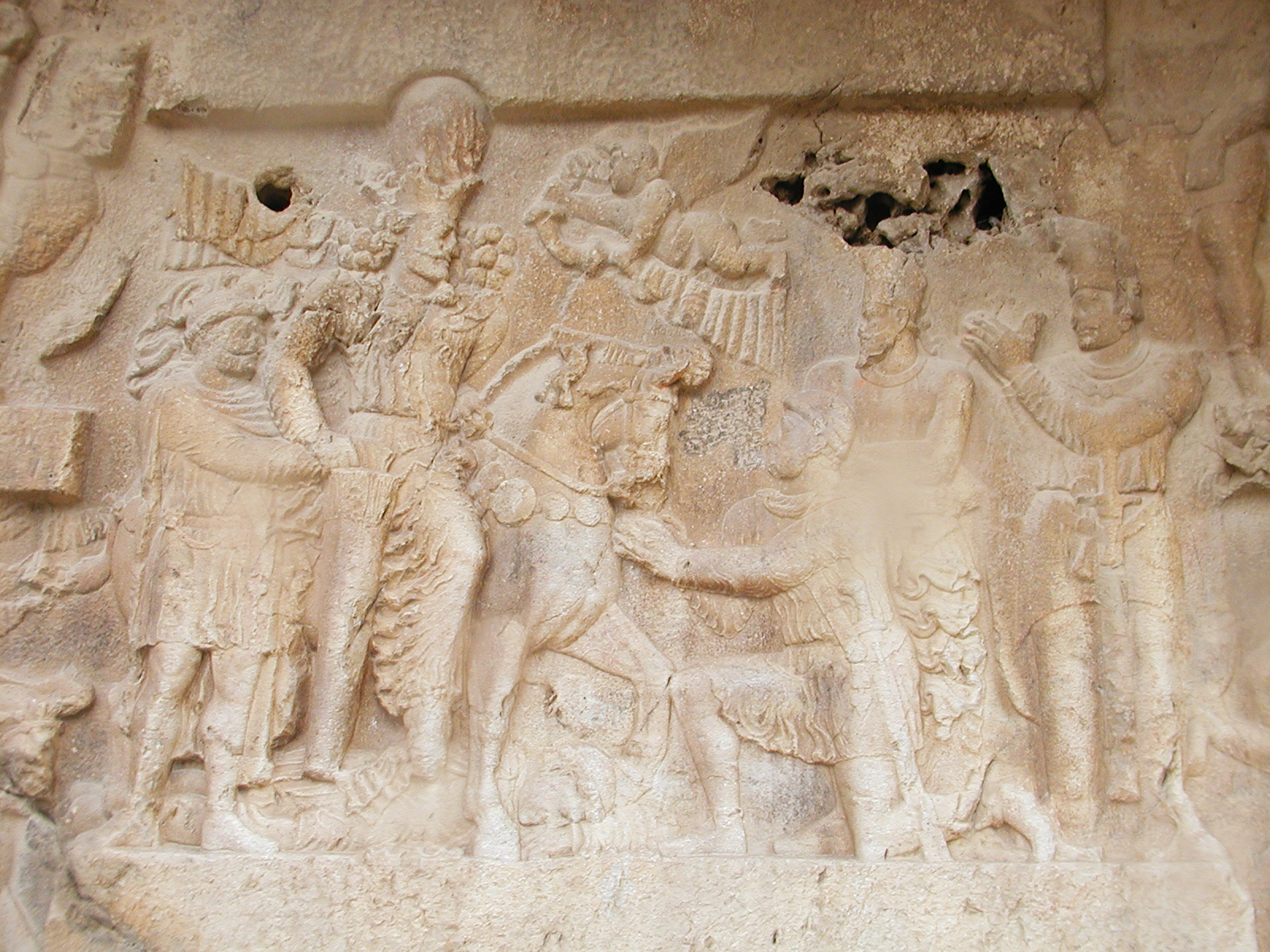
Rilievo a Bishapur celebrante la presunta vittoria di Sapore I sui Romani: Gordiano III è calpestato dal cavallo del re sasanide, mentre Filippo l'Arabo (in ginocchio davanti Sapore, che tratta la resa). È invece tenuto stretto da Sapore, l'imperatore Valeriano catturato dalle armate sasanidi.

Tra il 224 e il 226/227 avvenne un episodio importante, che cambiò le sorti dei rapporti tra Impero romano e Impero persiano: in Oriente l'ultimo imperatore dei Parti, Artabano IV, fu rovesciato dopo essere stato sconfitto in "tre battaglie" e il rivoltoso, Ardashir I, fondò la dinastia sasanide, destinata a essere avversaria orientale dei Romani fino al VII secolo. In particolare, tra il 229 ed il 232 circa, Sasanidi e Romani si scontrarono per la prima volta, poiché i primi, considerandosi discendenti dei Persiani, rivendicavano il possesso di tutto l'impero degli Achemenidi, ivi compresi i territori, ora romani, dell'Asia Minore e del Vicino Oriente, fino al mar Egeo.
Ad un iniziale sfondamento del fronte mesopotamico romano a più riprese, da parte delle armate, prima di Ardashir I (dal 229 al 241) e poi del figlio Sapore I (dal 241 al 260), si susseguirono controffensive romane guidate dai suoi imperatori, come accadde nel caso di Alessandro Severo, Gordiano III e Valeriano. Quest'ultimo però fu sconfitto in battaglia nel 260 e fatto prigioniero dal "Re dei Re", permettendo che ancora una volta i territori romani di Mesopotamia, Siria e Cappadocia fossero razziati dalle armate sasanidi invasori, con conseguente demolizione del limes orientale in numerose sue postazioni (da forti e fortini a fortezze legionarie).

#### Nuove offensive romane in Mesopotamia (262-298)
Con la morte di Valeriano, l'Impero romano, sebbene fosse sotto la costante pressione delle armate germano-sarmatiche del fronte settentrionale, fu costretto a reagire alla terribile disfatta subita nel 260, che aveva portato alla successiva occupazione di Antiochia, terza città romana per numero di abitanti (dopo Roma ed Alessandria d'Egitto). Da questo momento in poi, per i quarant'anni successivi, le armate romane si spinsero, in almeno tre circostanze, "in profondità" nei territori sasanidi, conquistando altrettante volte la loro capitale Ctesifonte: prima con il "rector totius Orientis", Odenato, poi con gli imperatori Caro e Numeriano, ed infine con Galerio, sotto la supervisione dell'Augusto, Diocleziano (fautore del progetto tetrarchico).
Al termine di queste ultime campagne militari, la Mesopotamia ritornò sotto il controllo romano, l'Armenia fu riconosciuta protettorato romano, mentre a Nisibi furono accentrate le vie carovaniere dei commerci con l'estremo Oriente (Cina e India). Con il controllo di alcuni territori ad est del fiume Tigri, fu raggiunta la massima espansione dell'impero verso est (298). Fu, quindi, potenziato l'intero sistema di frontiere orientali, a partire dalla costruzione della Strata Diocletiana in Siria, e di nuove postazioni fortificate in tutta la Mesopotamia-Osroene; furono arruolate almeno cinque nuove legioni: la I Armeniaca e la II Armeniaca lungo l'Eufrate in Armenia; la IIII, V e VI Parthica in Mesopotamia ed Osroene.

#### Quarant'anni di pace tra i due Imperi (298-334)

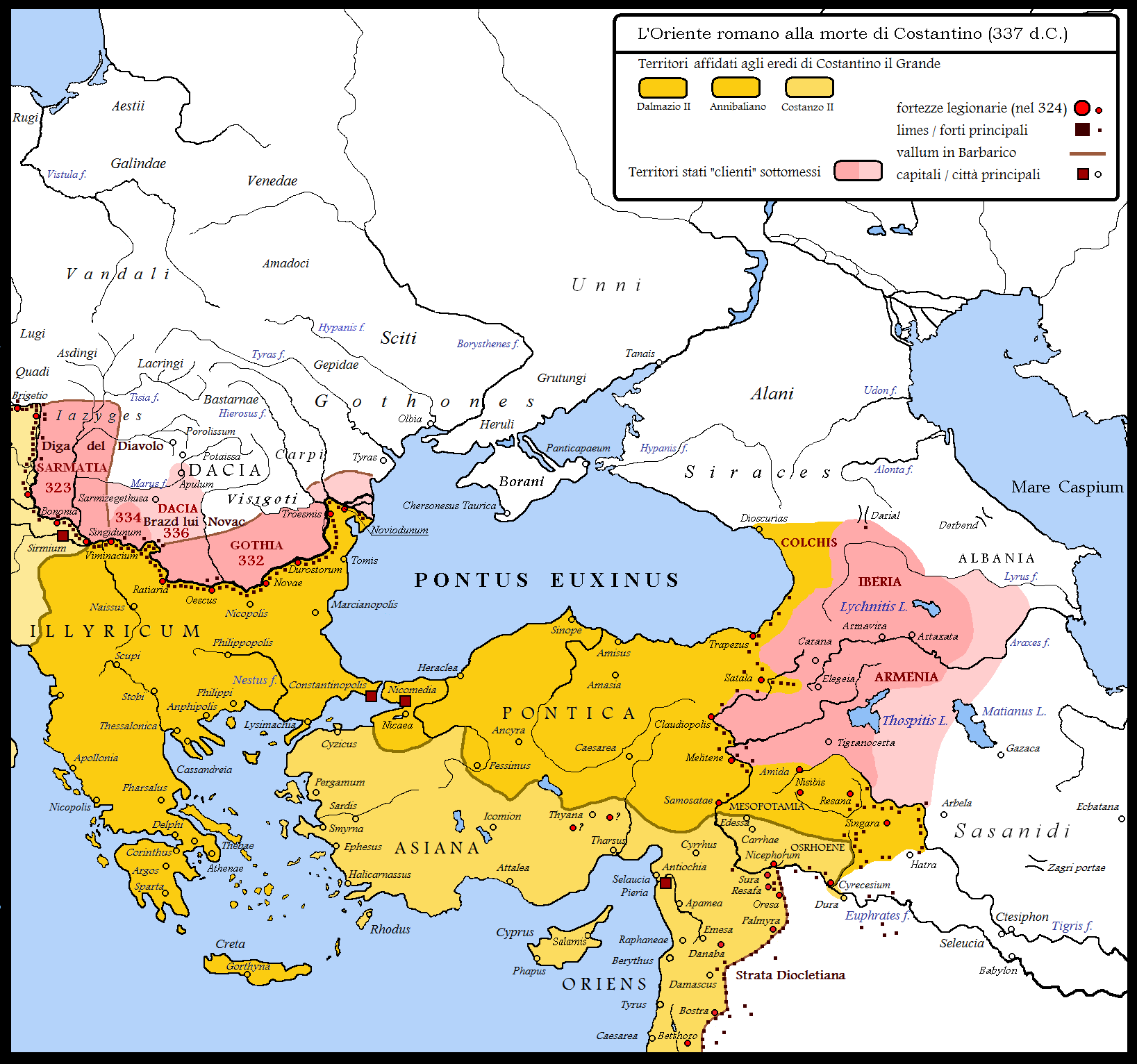
Le frontiere orientali al tempo di Costantino, con i territori acquisiti nel corso del trentennio di campagne militari (dal 306 al 337).

Il trattato di pace tra Diocleziano ed il re sasanide Narsete durò quasi 40 anni. La sconfitta dei Sasanidi ad opera di Diocleziano e Galerio (pace del 298), aveva garantito all'Impero romano oltre un trentennio di relativa pace (fino al 334) e la Mesopotamia settentrionale tornava sotto il controllo romano. La frontiera fu, infatti, spostata fino al Khabur ed al Tigri settentrionale, passando per il Jebel Sinjar.

#### Un nuovo conflitto (337-363)
Gli anni successivi alla morte di Costantino I (337), furono estremamente difficili per i due Imperi, coinvolti in una guerra di costante logoramento tra di loro, senza vinti, né vincitori: da una parte Costanzo II (che trascorse la maggior parte del suo tempo, tra il 337 ed il 350, ad Antiochia, trasformato per l'occasione in "quartier generale" delle armate orientali), dall'altra, Sapore II (nel tentativo assai improbabile di cacciare i Romani da tutti i territori asiatici ad occidente dell'Eufrate). I confini alla fine rimasero sostanzialmente stabili, con avanzate e ritirate, ora dell'uno ora dell'altro, almeno fino alla campagna sasanide di Giuliano del 363, quando le armate romane furono costrette a cedere buona parte dei territori ad est dell'Eufrate, rinunciando così a quasi due secoli e mezzo di conquiste.

### Province/diocesi meridionali-orientali
Qui sotto andremo ad analizzare il settore meridionale del limes orientale, che difendeva i territori romani di Siria, Commagene, Giudea e Arabia petrea o nabatea. Sarà, anche qui, opportuno evidenziare una breve sintesi della storia/formazione delle province sopra elencate.
| EVOLUZIONE DELLE PROVINCE ORIENTALI-MERIDIONALI (FUTURA DIOCESI ORIENTIS) | EVOLUZIONE DELLE PROVINCE ORIENTALI-MERIDIONALI (FUTURA DIOCESI ORIENTIS) | EVOLUZIONE DELLE PROVINCE ORIENTALI-MERIDIONALI (FUTURA DIOCESI ORIENTIS) | EVOLUZIONE DELLE PROVINCE ORIENTALI-MERIDIONALI (FUTURA DIOCESI ORIENTIS) | EVOLUZIONE DELLE PROVINCE ORIENTALI-MERIDIONALI (FUTURA DIOCESI ORIENTIS) | EVOLUZIONE DELLE PROVINCE ORIENTALI-MERIDIONALI (FUTURA DIOCESI ORIENTIS) | EVOLUZIONE DELLE PROVINCE ORIENTALI-MERIDIONALI (FUTURA DIOCESI ORIENTIS) | EVOLUZIONE DELLE PROVINCE ORIENTALI-MERIDIONALI (FUTURA DIOCESI ORIENTIS) | EVOLUZIONE DELLE PROVINCE ORIENTALI-MERIDIONALI (FUTURA DIOCESI ORIENTIS) | EVOLUZIONE DELLE PROVINCE ORIENTALI-MERIDIONALI (FUTURA DIOCESI ORIENTIS) | EVOLUZIONE DELLE PROVINCE ORIENTALI-MERIDIONALI (FUTURA DIOCESI ORIENTIS) |                                       |
| ------------------------------------------------------------------------- | ------------------------------------------------------------------------- | ------------------------------------------------------------------------- | ------------------------------------------------------------------------- | ------------------------------------------------------------------------- | ------------------------------------------------------------------------- | ------------------------------------------------------------------------- | ------------------------------------------------------------------------- | ------------------------------------------------------------------------- | ------------------------------------------------------------------------- | ------------------------------------------------------------------------- | ------------------------------------- |
| prima della conquista romana                                              | regno di Siria (Seleucidi)                                                | regno di Siria (Seleucidi)                                                | regno di Siria (Seleucidi)                                                | regno di Commagene (vassall. regno d'Armenia)                             | regno di Commagene (vassall. regno d'Armenia)                             | Palmira (città indipendente)                                              | regno di Giudea (Asmonei)                                                 | regno di Giudea (Asmonei)                                                 | regno dei Nabatei                                                         | regno dei Nabatei                                                         | regno dei Nabatei                     |
| dal 64/63 a.C.                                                            | prov. di Siria                                                            | prov. di Siria                                                            | prov. di Siria                                                            | regno di Commagene (vassall. regno d'Armenia)                             | regno di Commagene (vassall. regno d'Armenia)                             | Palmira (città indipendente)                                              | regno di Giudea ("cliente" di Roma)                                       | regno di Giudea ("cliente" di Roma)                                       | regno dei Nabatei                                                         | regno dei Nabatei                                                         | regno dei Nabatei                     |
| dal 37 a.C.                                                               | Siria                                                                     | Siria                                                                     | Siria                                                                     | regno di Commagene (vassall. Parti)                                       | regno di Commagene (vassall. Parti)                                       | Palmira (città indipendente)                                              | regno di Giudea ("cliente" di Roma)                                       | regno di Giudea ("cliente" di Roma)                                       | regno dei Nabatei                                                         | regno dei Nabatei                                                         | regno dei Nabatei                     |
| dal 24 a.C.                                                               | Siria                                                                     | Siria                                                                     | Siria                                                                     | regno di Commagene ("cliente" di Roma)                                    | regno di Commagene ("cliente" di Roma)                                    | Palmira ("cliente" di Roma)                                               | regno di Giudea ("cliente" di Roma)                                       | regno di Giudea ("cliente" di Roma)                                       | prov. di Arabia Petrea (?)                                                | prov. di Arabia Petrea (?)                                                | prov. di Arabia Petrea (?)            |
| dal 6 d.C.                                                                | Siria                                                                     | Siria                                                                     | Siria                                                                     | regno di Commagene ("cliente" di Roma)                                    | regno di Commagene ("cliente" di Roma)                                    | Palmira ("cliente" di Roma)                                               | prov. di Giudea                                                           | prov. di Giudea                                                           | regno dei Nabatei ("cliente" di Roma)                                     | regno dei Nabatei ("cliente" di Roma)                                     | regno dei Nabatei ("cliente" di Roma) |
| dal 19 d.C.                                                               | Siria (annessa Palmira)                                                   | Siria (annessa Palmira)                                                   | Siria (annessa Palmira)                                                   | regno di Commagene ("cliente" di Roma)                                    | regno di Commagene ("cliente" di Roma)                                    | Palmira (annessa a Siria)                                                 | Giudea                                                                    | Giudea                                                                    | regno dei Nabatei ("cliente" di Roma)                                     | regno dei Nabatei ("cliente" di Roma)                                     | regno dei Nabatei ("cliente" di Roma) |
| dal 72                                                                    | Siria (annessa Commagene)                                                 | Siria (annessa Commagene)                                                 | Siria (annessa Commagene)                                                 | Siria (annessa Commagene)                                                 | Siria (annessa Commagene)                                                 | Siria (annessa Commagene)                                                 | Giudea e Palestina                                                        | Giudea e Palestina                                                        | regno dei Nabatei ("cliente" di Roma)                                     | regno dei Nabatei ("cliente" di Roma)                                     | regno dei Nabatei ("cliente" di Roma) |
| dal 105/106                                                               | Siria                                                                     | Siria                                                                     | Siria                                                                     | Siria                                                                     | Siria                                                                     | Siria                                                                     | Giudea e Palestina                                                        | Giudea e Palestina                                                        | prov. di Arabia Petrea                                                    | prov. di Arabia Petrea                                                    | prov. di Arabia Petrea                |
| dal 193/198                                                               | Syria Phoenice                                                            | Syria Phoenice                                                            | Syria Coele                                                               | Syria Coele                                                               | Syria Coele                                                               | Syria Coele                                                               | Syria Palaestina                                                          | Syria Palaestina                                                          | Arabia Petrea                                                             | Arabia Petrea                                                             | Arabia Petrea                         |
| al momento della divisione tetrarchica 293                                | Syria Phoenice                                                            | Syria Phoenice                                                            | Siria Coele                                                               | Siria Coele                                                               | Augusta Euphratensis                                                      | Augusta Euphratensis                                                      | Syria Palestina                                                           | Syria Palestina                                                           | Palaestina Salutaris                                                      | Palaestina Salutaris                                                      | Arabia                                |
| al momento della Not. Dign. 400                                           | Phoenice                                                                  | Phoenice Libanensis                                                       | Syria Salutaris                                                           | Syria                                                                     | Augusta Euphratensis                                                      | Augusta Euphratensis                                                      | Palestina I                                                               | Palestina II                                                              | Palaestina Salutaris                                                      | Palaestina Salutaris                                                      | Arabia                                |

#### Epoca tardo repubblicana (67-31 a.C.)
Nel 67 a.C., Gneo Pompeo Magno fu nominato comandante di una flotta speciale per condurre una campagna contro i pirati che infestavano il Mar Mediterraneo, con un ampio potere che gli assicurava il controllo assoluto sul mare ed anche sulle coste per 50 miglia all'interno, ponendolo al di sopra di ogni capo militare in oriente. In soli tre brevi mesi (67 a.C.), le forze di Pompeo ripulirono letteralmente il Mediterraneo dai pirati, strappando loro l'isola di Creta e le coste della Licia, della Panfilia e della Cilicia, e dimostrando una straordinaria precisione, disciplina ed abilità organizzativa.
Fu allora incaricato di portare a termine la guerra contro Mitridate VI re del Ponto. Questo comando affidava essenzialmente a Pompeo la conquista e la riorganizzazione dell'intero Mediterraneo orientale. Egli condusse le campagne dal 65 a.C., riuscendo a distruggere le armate di Mitridate e Tigrane il Grande, re d'Armenia, con i quali concluse una pace favorevole ai Romani. Occupò, quindi, la Siria, allora sotto il dominio di Antioco XIII (ultimo della dinastia dei Seleucidi), per poi muovere verso Gerusalemme, che occupò in breve tempo. Pompeo impose una riorganizzazione generale dell'Oriente, istituendo nuove province e protettorati romani, tenendo conto sia dei fattori geografici sia di quelli politici, legati alla creazione di una nuova frontiera orientale, che vedeva in Tigrane un nuovo fondamentale punto di appoggio per vedere l'area di influenza romana estendersi ad est, fino al Mar Nero ed al Caucaso.

#### Da Augusto a Nerone (30 a.C. - 66 d.C.)
La presenza di Augusto in Oriente subito dopo la battaglia di Azio, nel 30-29 a.C. poi dal 22 al 19 a.C., oltre a quella di Agrippa fra il 23-21 a.C. e ancora tra il 16-13 a.C., dimostrava l'importanza di questo settore strategico. Fu necessario raggiungere un modus vivendi con la Partia, l'unica potenza in grado di creare problemi a Roma lungo i confini orientali. Di fatto entrambi gli imperi avevano più da perdere da una sconfitta, di quanto potessero realisticamente sperare di guadagnare da una vittoria. E così la Partia accettò di fatto che ad ovest dell'Eufrate Roma organizzasse gli stati a suo piacimento: Augusto inglobò così alcuni stati vassalli, trasformandoli in province romane (come la Giudea di Erode Archelao nel 6, dopo che vi erano stati dei primi disordini nel 4 a.C. alla morte di Erode il Grande) e rafforzò vecchie alleanze con re locali, divenuti ora "re clienti di Roma" (come accadde per i sovrani di Emesa, Iturea, Commagene, Cilicia e Nabatea). È possibile che a protezione dei questo settore di confine, siano state poste tre legioni in Siria: la IV Scythica a Cyrrhus (Khoros), la III Gallica ad Antiochia e la XII Fulminata a Raphaneae (Châma).

#### Prime rivolte in Giudea (66-74)
Al termine della prima guerra giudaica degli anni 66-74, portata a termine dal figlio del nuovo Imperatore Vespasiano, Tito, fu lasciata per la prima volta nell'area giudea una legione, la X Fretensis a Gerusalemme, mentre con l'annessione della Commagene (nel 72), altre due legioni furono trasferite lungo il fiume Eufrate in Cappadocia (la XII Fulminata e la XVI Flavia Firma).
Giuseppe Flavio racconta che nel quarto anno di regno di Vespasiano (dal luglio del 72), Antioco, re della Commagene, fu implicato in vicende tali che lo portarono a dover rinunciare al trono del regno "cliente" di Commagene a vantaggio di un'annessione romana. Giuseppe Flavio racconta che il governatore di Siria, Lucio Cesennio Peto, non sappiamo se in buona o cattiva fede nei confronti di Antioco, mandò una lettera a Vespasiano accusando lo stesso regnante, insieme suo figlio Epifane, di voler ribellarsi ai Romani e di aver già preso accordi con il re dei Parti. Bisognava prevenirli per evitare una guerra che coinvolgesse l'impero romano.
Giuntagli una simile denuncia, l'imperatore non poté non tenerne conto, tanto più che la città di Samosata, la maggiore della Commagene, si trova sull'Eufrate, da dove i Parti avrebbero potuto passare il fiume ed entrare facilmente entro i confini imperiali. Così Peto venne autorizzato ad agire nel modo più opportuno. Il comandante romano allora, senza che Antioco e i suoi se l'aspettassero, invase la Commagene alla testa della legio VI Ferrata insieme ad alcune coorti e ali di cavalleria ausiliaria, oltre ad un contingente di alleati del re Aristobulo di Calcide e di Soemo di Emesa.
L'invasione avvenne senza colpo ferire, poiché nessuno si oppose all'avanzata romana o resistette. Una volta venuto a sapere della notizia, Antioco non pensò di far guerra ai Romani, al contrario preferì abbandonare il regno, allontanandosi di nascosto su un carro con moglie e figli. Giunto a centoventi stadi dalla città verso la pianura, si accampò.
Frattanto Peto inviò un distaccamento a occupare Samosata con un presidio, mentre col resto dell'esercito si diresse alla ricerca di Antioco. I figli del re, Epifane e Callinico, che non si rassegnavano a perdere il regno, preferirono impugnare le armi, e tentarono di fermare l'armata romana. La battaglia divampò violenta per un'intera giornata; ma anche dopo questo scontro dall'esito incerto, Antioco preferì fuggire con la moglie e le figlie in Cilicia. L'aver abbandonato figli e sudditi al loro destino, generò un tale sconcerto nel morale delle sue truppe che alla fine i soldati commageni preferirono consegnarsi ai Romani. Al contrario il figlio Epifane, accompagnato da una decina di soldati a cavallo, attraversò l'Eufrate e si rifugiò presso il re dei Parti Vologese, il quale lo accolse con tutti gli onori.
Antioco giunse a Tarso in Cilicia, ma qui venne catturato da un centurione inviato da Peto a cercarlo. Arrestato fu mandato a Roma in catene. Vespasiano però, non volendo vederlo in quelle condizioni, oltreché rispettoso dell'antica amicizia, durante il viaggio, ordinò che fosse liberato dalle catene e lo fece fermare per il momento a Sparta. Qui gli concesse cospicue rendite, al fine di poter mantenere un tenore di vita da re. Quando queste informazioni giunsero al figlio, Epifane, che avevano temuto per la sorte del padre, si sentirono liberati da una grave peso e cominciarono a sperate di potersi riconciliare con l'imperatore. Chiesero pertanto a Vologese di potergli scrivere per perorare la loro causa. Essi, pur venendo trattati bene, non riuscivano ad adattarsi a vivere al di fuori dell'impero romano. Vespasiano concesse loro, generosamente, di trasferirsi senza paura a Roma insieme al padre, che sarebbero stati trattati con ogni riguardo.

#### Assorbimento del regno Nabateo (105-106)
La Via Traiana Nova fu ricostruita dall'imperatore Traiano tra il 111 ed il 114. Era chiamata Via Traiana Nova per distinguerla dalla Via Traiana in Italia. Essa collegava Aelana (odierne Eilat e Aqaba) sul Mar Rosso con la fortezza legionaria di Bostra, distante 267 miglia romane. Il suo proseguimento naturale fu dalla fine del III secolo, la Strata Diocletiana, che congiungeva Bostra con il fiume Eufrate.

#### Rivolte giudaiche (115-135)
Vent'anni di guerre giudaiche (dal 115 al 135) portarono inevitabilmente ad insediare in tutta l'area giudea forti contingenti militari, per scongiurarne nuove ed eventuali. La seconda aveva costretto lo stesso Traiano, nel pieno della sua campagna militare contro i Parti a rivedere i piani di annessione delle nuove province d'oltre Eufrate, quali l'Armenia, l'Assiria e la Mesopotamia da parte del suo successore, Adriano. La terza, a riorganizzare l'intera area.

#### Offensive sasanidi (230-260)

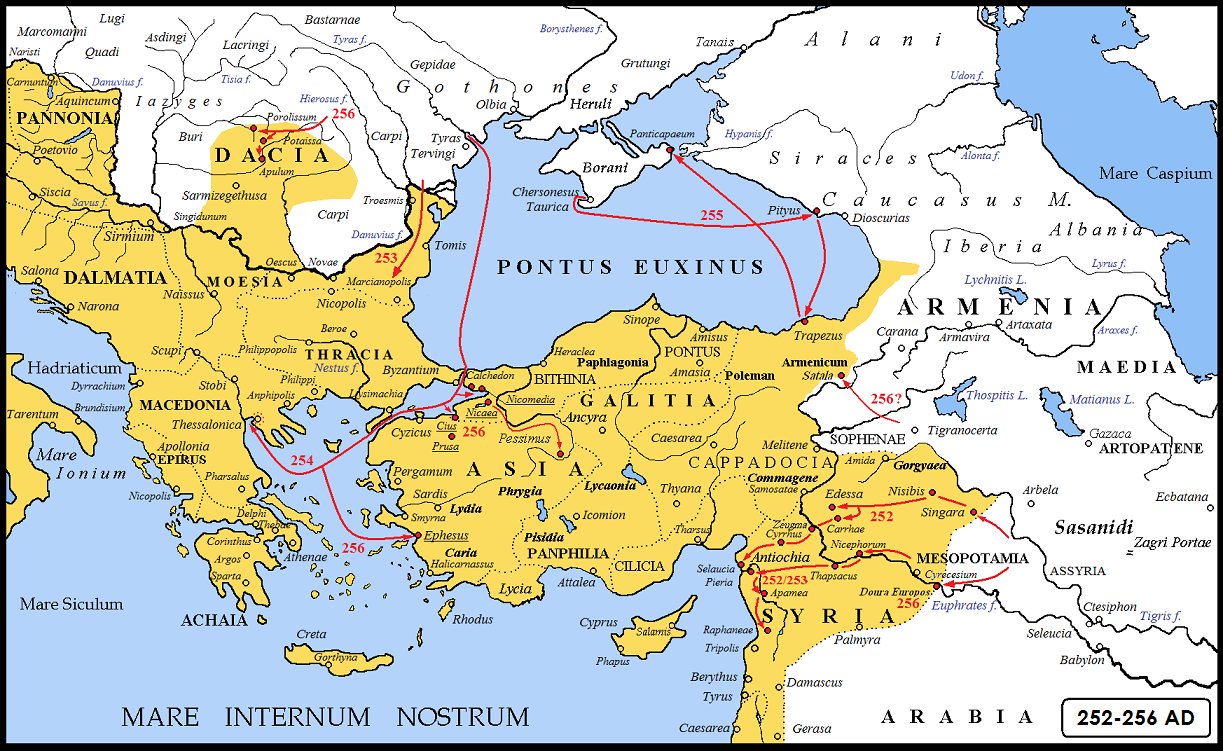
Invasioni barbariche di Goti, Borani, Carpi, contemporanee a quelle dei Sasanidi di Sapore I, degli anni 252-256, durante il regno di Valeriano e Gallieno.

A partire dal 230, le armate sasanidi avanzarono nella Mesopotamia romana ponendo sotto assedio molte guarnigioni romane lungo l'Eufrate, cercando inoltre, senza riuscirvi, di conquistare Nisibis (importante centro del commercio con l'Oriente e la Cina), e forse invadendo le province romane di Siria e Cappadocia. Vi è da aggiungere che, in seguito a questa prima invasione sasanide, furono lasciati presso Hatra alcuni distaccamenti dell'esercito romano (della legio I Parthica e della Cohors IX Maurorum Gordiana).
Pochi anni più tardi una nuova invasione colpì sia la Mesopotamia, sia la stessa Siria, arrivando forse ad assediare ed occupare la stessa Antiochia nel 240, come sembra suggerire anche il fatto che la sua zecca smise di battere moneta nel 240 e 241.
Poi fu la volta del figlio di Ardashir I, Sapore I, il quale, durante il regno di Treboniano Gallo (251-253), scatenò una nuova offensiva contro le province orientali dell'impero romano. Le truppe persiane sfondarono il limes ed occuparono numerose città della provincia di Mesopotamia (compresa la stessa Nisibis), per poi si spingersi ad ovest dell'Eufrate, in Cappadocia, Licaonia e Siria, dove batterono l'esercito romano accorrente a Barbalissos. Il successo in battaglia portò le armate sasanidi ad impossessarsi della stessa Antiochia, dove ne distrussero numerosi edifici, razziarono un ingente bottino e trascinarono con loro numerosi prigionieri (253). Nel 256 una nuova invasione di Sapore I, sottraeva importanti roccaforti limitanee al dominio romano in Siria, come Dura Europos, che fu distrutta definitivamente insieme all'intera guarnigione romana: si trattava di una vexillatio della legio IIII Scythica oltre alla cohors XX Palmyrenorum sagittariorum equitata.. Durante l'ultima invasione di Sapore I furono, inoltre, assediate Edessa e Carrhae tanto che il Cesare Valeriano fu obbligato a marciare contro le armate sasanidi, senza ottenere il successo sperato.
Nel corso di questi anni, più volte gli imperatori romani furono, quindi, costretti ad intervenire per cacciare il nemico persiano dai territori romani di Siria, Cappadocia e Mesopotamia. Il primo fu Alessandro Severo, poi fu la volta di Gordiano III, ed infine Valeriano. Quest'ultimo però fu sconfitto in battaglia, catturato dal re Sapore I e costretto a trascorrere gli ultimi anni di vita, in prigionia, aprendo così le porte ad una nuova e devastante invasione dei territori siriaci, che culminarono con una nuova occupazione della metropolis di Antiochia (nel 260).

#### Protezione della frontiera siriana: laStrata Diocletiana(298-300 ca.)
Al termine delle campagne sasanidi di Galerio del 293-298, fu costruita una nuova linea di fortificazioni: la strata Diocletiana. Si trattava di una via militaris, lungo il cosiddetto tratto di limes arabicus, e quindi comprendente forti, fortini e torri di avvistamento, e che rimase in uso fino al VI secolo.
La strada era munita di una lunga serie di fortificazioni, costruite tutte allo stesso modo: si trattava di castra rettangolari con mura molto spesse e con torri sporgenti verso l'esterno. Erano situate normalmente ad un giorno di marcia (ca. 20 miglia romane) le une dalle altre. Il percorso cominciava presso l'Eufrate a Sura, lungo il confine prospiciente il nemico sasanide, e continuava verso sud-ovest, passando prima per Palmira e poi per Damasco e congiungendosi, quindi, con la Via Traiana Nova. Vi era poi una diramazione che si spingeva ad est dell'Hauran, per Imtan, fino all'oasi di Qasr Azraq. Si trattava in sostanza di un sistema continuo di fortificazioni che dall'Eufrate collegava il Mar Rosso presso Aila.